# Хронология исследований плезиозавров

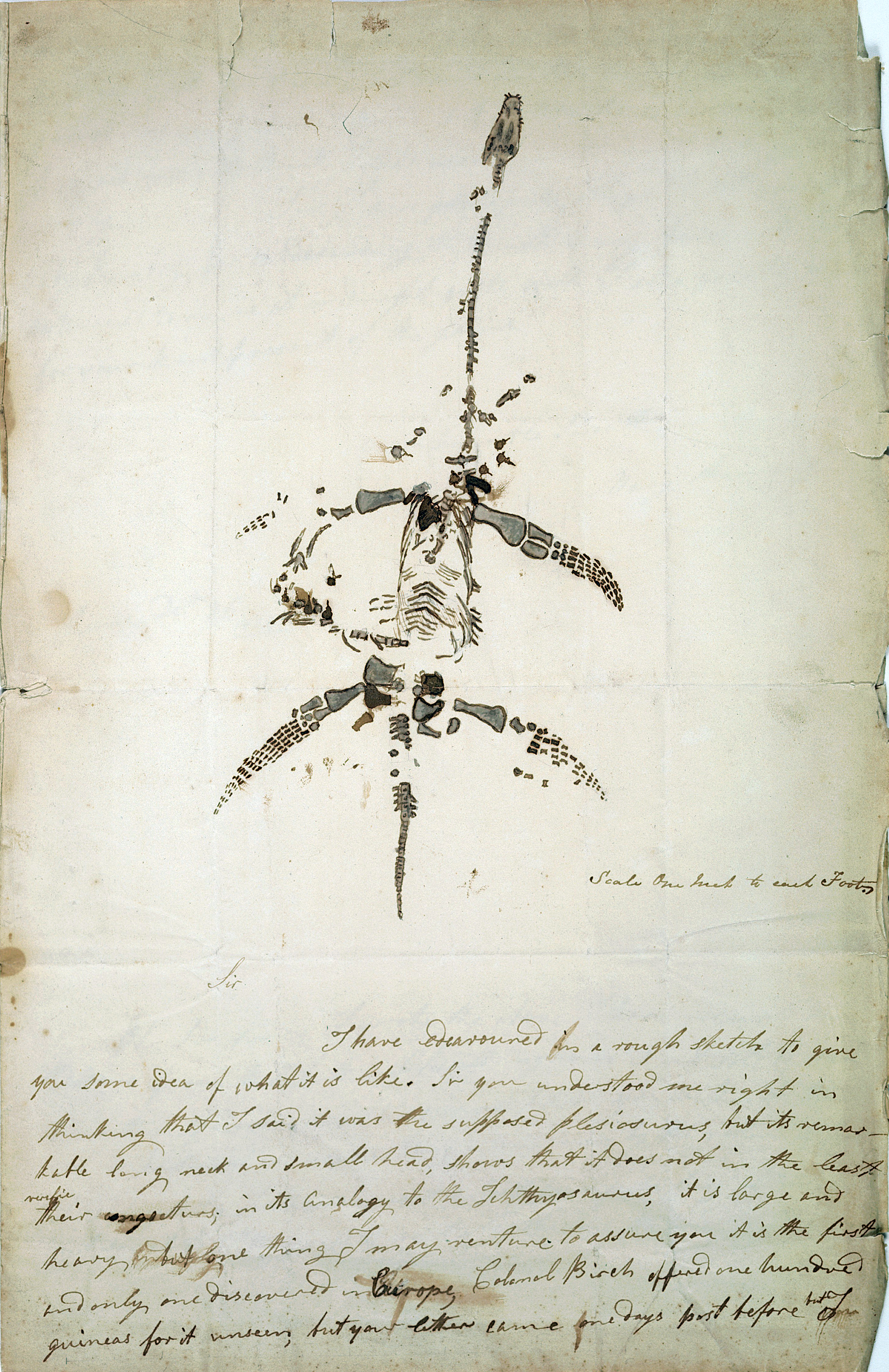
Письмо об открытии плезиозавров, 1823, Мэри Эннинг.

Эта хронология исследований плезиозавров представляет собой хронологически упорядоченный список важных ископаемых открытий, противоречий в интерпретации, таксономических пересмотров и культурных изображений плезиозавров — морских рептилий, существовавших в мезозойскую эру.
Первые научно документированные окаменелости плезиозавров были обнаружены в начале XIX века Мэри Эннинг. Плезиозавры были обнаружены и описаны раньше динозавров в целом. Они также были одними из первых животных, которые фигурировали в художественных реконструкциях древнего мира, и, следовательно, одними из самых первых доисторических существ, привлекших внимание широкой публики. Изначально плезиозавры считались своего рода примитивной переходной формой между морской жизнью и наземными рептилиями. Однако сейчас плезиозавры признаны высокоразвитыми морскими рептилиями, произошедшими от наземных предков.
Первые исследователи считали, что плезиозавры откладывали яйца, как большинство рептилий. Они обычно представляли себе плезиозавров ползающими по пляжам и закапывающими яйца, как черепахи. Однако позднее мнение сместилось в сторону идеи, что плезиозавры были живородящими и никогда не выходили на сушу.
Способы передвижения плезиозавров были источниками постоянных споров среди палеонтологов. Самые ранние предположения на эту тему в XIX веке рассматривали способ плавания плезиозавров как аналог гребли современных морских черепах. В 1920-х годах мнение сместилось в сторону идеи о том, что плезиозавры плавали гребным способом. Однако в 1975 году была опубликована работа, которая еще раз подтвердила, что плезиозавры плавали подобно морским черепахам. Этот вывод вновь вызвал споры о способах передвижения плезиозавров в конце XX века.
В 2011 году Ф. Робин О’Киф и Луис М. Чиаппе завершили дебаты о размножении плезиозавров, сообщив об обнаружении беременной самки плезиозавра с единственным крупным эмбрионом, сохранившимся внутри неё.

## В фольклоре
Ассоциированные останки плезиозавров и таких животных, как ныряющая птица гесперорнис или птерозавр
птеранодон могли вдохновить легенды о конфликте между громовыми птицами и водяными монстрами, которые рассказывали коренные американцы Канзаса и Небраски.

## XVIII век

### 1719
Уильям Стакли описал первый частичный скелет плезиозавра, на который обратил внимание прадед Чарльза Дарвина, Роберт Дарвин из Элстона.

## XIX век

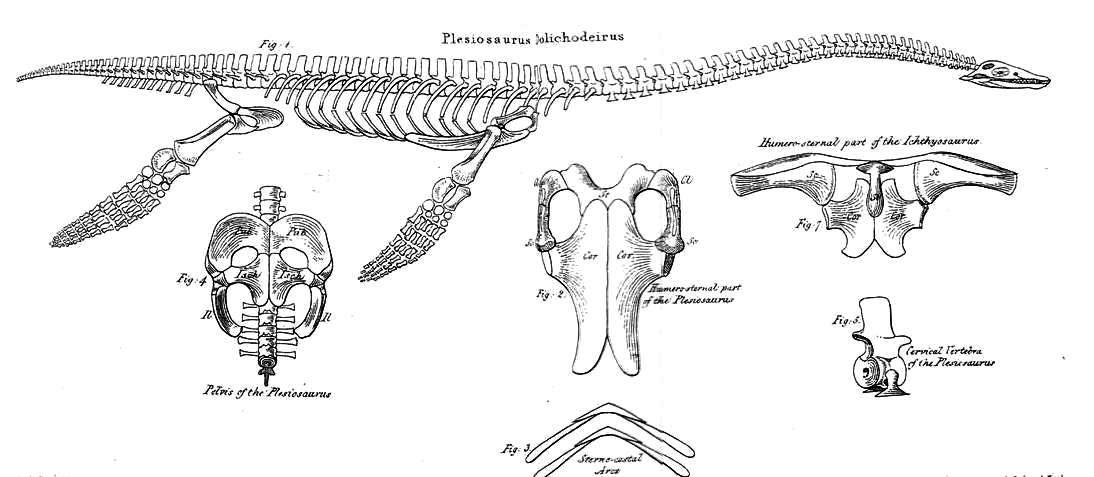
1824 г. Реконструкция скелета плезиозавра Генри де ла Беш

### 1810-е
1811
Мэри Эннинг обнаружила несколько окаменелостей плезиозавра в Англии.

### 1820-е
1821
Генри де ла Беш и Уильям Конибир впервые дают название виду плезиозавра: Plesiosaurus dolichodeirus.
1822
Паркинсон придумал название Plesiosaurus priscus для некоторых останков, использованных де ла Беше и Конибиром в качестве основы для плезиозавра. В настоящее время этот вид считается сомнительным с точки зрения таксономической ценности.
1823
Мэри Эннинг обнаружила почти полный скелет плезиозавра недалеко от Лайм-Реджис. Этот экземпляр позже будет каталогизирован как BMNH 22656.
Примерно в то же время, когда был обнаружен BMNH 22656, в том же месте был найден еще один экземпляр плезиозавра. Образец был передан в музей Оксфордского университета и, вероятно, является образцом, известным сегодня как OXFUM J.10304.
1824
Конибир описал новое видовое название Plesiosaurus dolichodeirus для плезиозавра, обнаруженного Эннинг. Как первое видовое название, данное отличительному и хорошо сохранившемуся скелету плезиозавра, он стал рассматриваться как типовой образец Plesiosaurus dolichodeirus и рода Plesiosaurus в целом.
1829
Мэри Эннинг собрала образец Plesiosaurus dolichodeirus, ныне известный как BMNH R.1313.

### 1830-е
1837
Бакленд описал новый вид Plesiosaurus macrocephalus.
1839

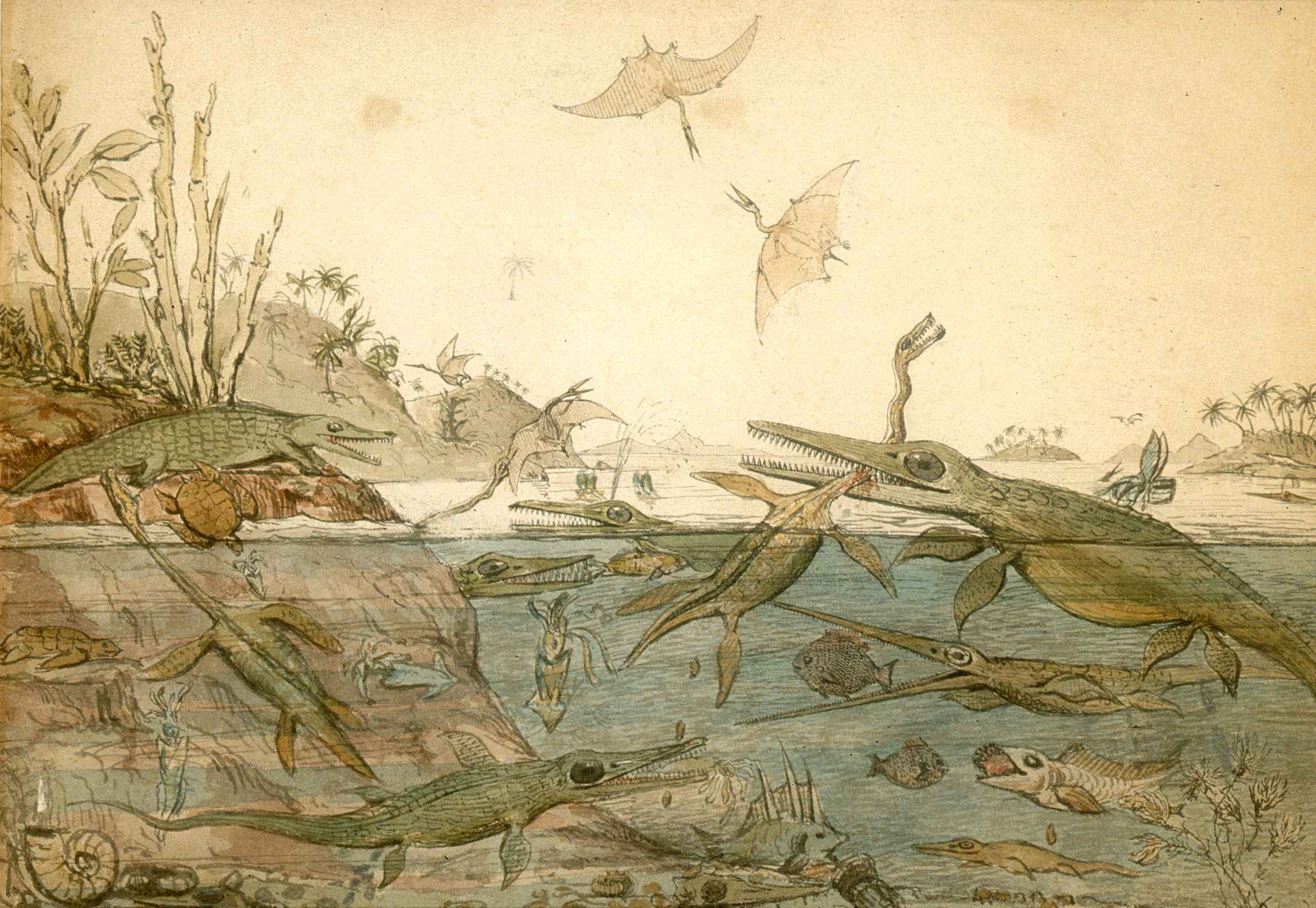
Duria Antiquior, первая художественная реставрация экосистемы мезозойской эры, изображает плезиозавра, на которого охотится ихтиозавр

- Де ла Беш проиллюстрировал работу под названием Duria Antiquior, что означает «Древнейший Дорсет», для охотницы за ископаемыми Мэри Эннинг. Эта работа, в которой широко представлены плезиозавры, считается первой попыткой точной реконструкции мезозойского мира с помощью художественных средств.
- Фон Мейер описал пистозавра. Пистозавр считается переходной формой, связывающей плезиозавров с их базальными завроптеригиевыми предками.

### 1840-е
1840
Оуэн описал виды, известные сейчас как Colymbosaurus trochanterius, Eurycleidus arcuatus, и Thalassiodracon hawkinsii.
1841
Оуэн описал новые виды Pliosaurus brachydeirus, Pliosaurus brachyspondylus и Polyptychodon interruptus.
1842

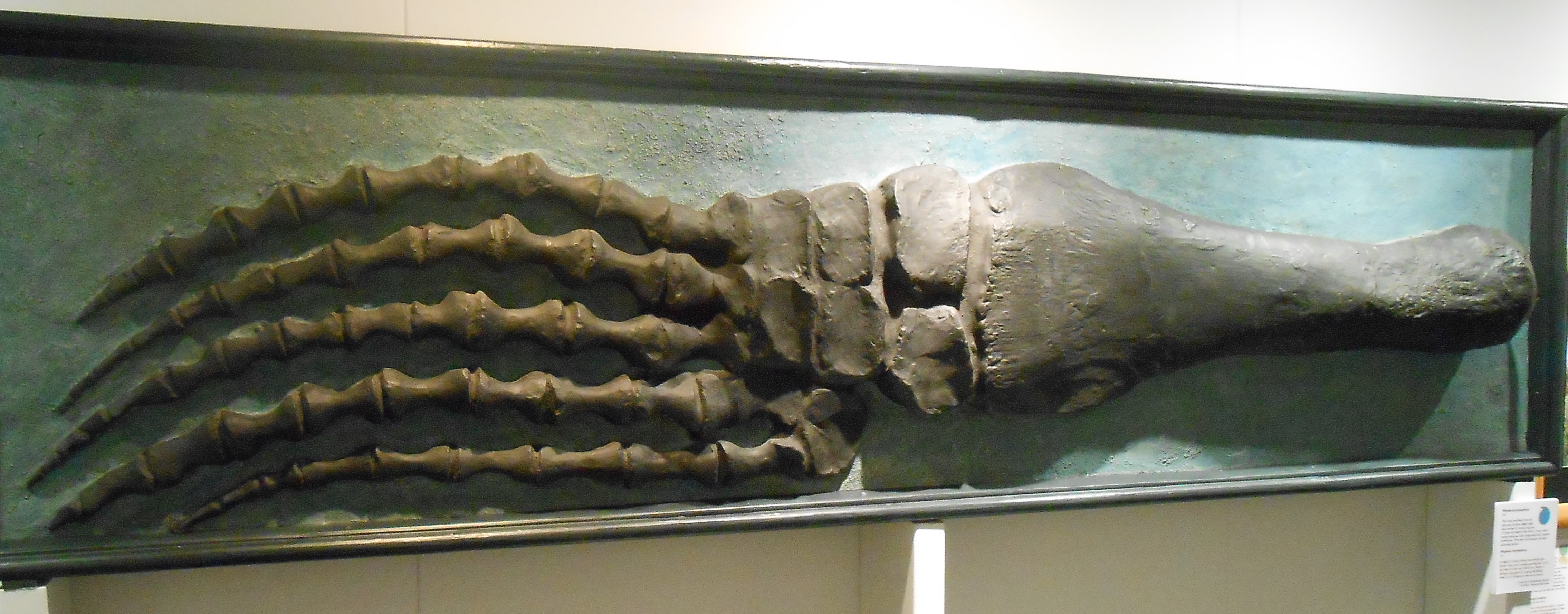
Слепок ласты плиозавра брахидейра. Вид был назван Оуэном в 1841 году.

Сэр Ричард Оуэн дал официальное название плиозаврам.
1846
Статчбери описал вид, известный сейчас как Atychodracon megacephalus.
1848
Попечители Британского музея естественной истории приобрели типовой экземпляр плезиозавра в поместье первого герцога Букингемского Ричарда Гленвилла. Музей каталогизировал образец как BMNH 22656.

### 1860-е
1863

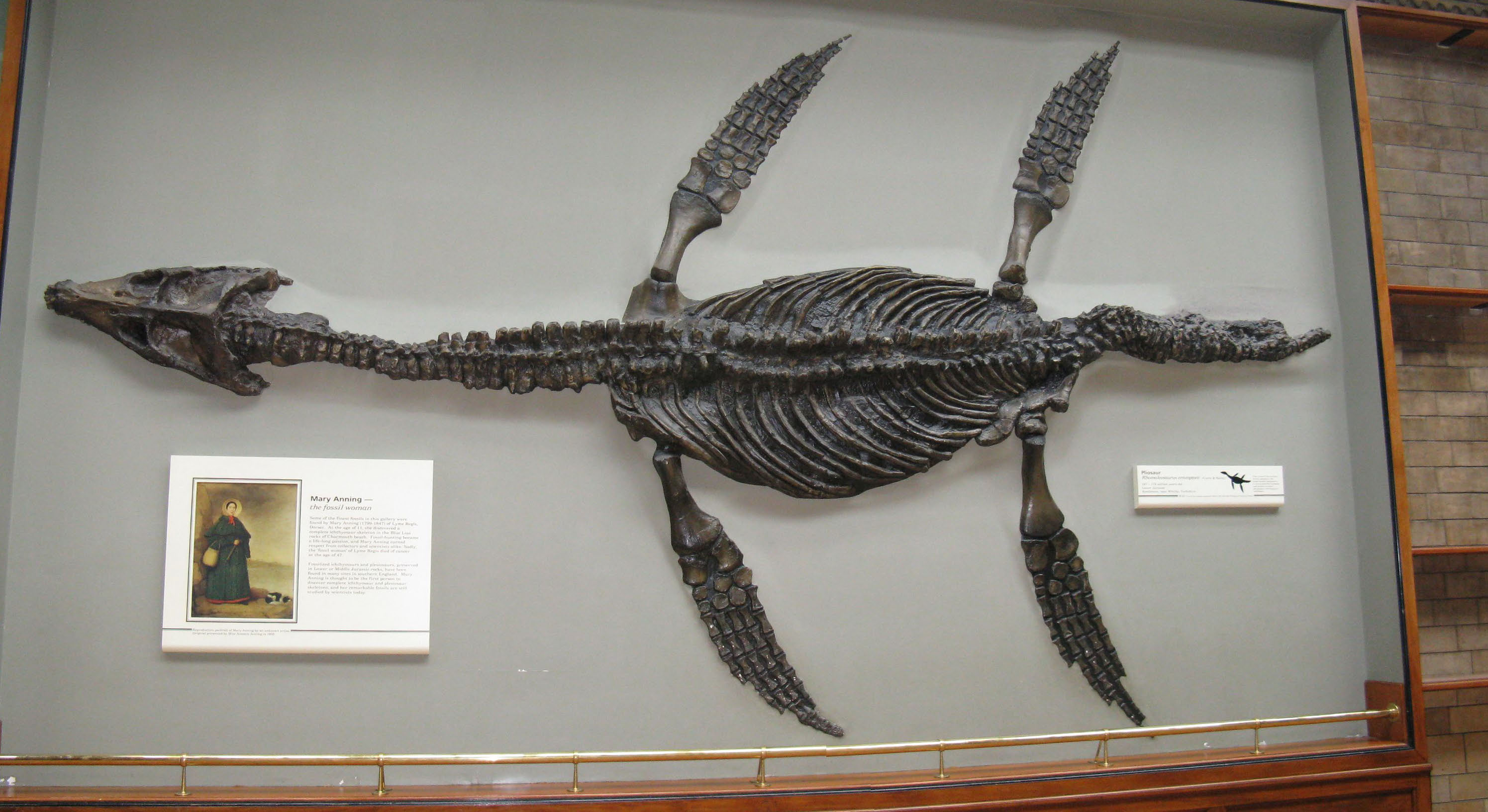
Скелет Rhomaleosaurus cramptoni был описан Картом и Бейли в 1863 году.

Карт и Бейли описали вид, известный сейчас как Rhomaleosaurus cramptoni.
1864
Жюль Верн изобразил поражение реликтового плезиозавра в бою с ихтиозавром в романе «Путешествие к центру Земли».
1865
- Оуэн описал виды, известные сейчас как Eretmosaurus rugosus и Microcleidus homalospondylus.
- Сили описал вид, известный сейчас как Microcleidus macropterus.
- Оуэн описал вид, известный сейчас как Archaeonectrus rostratus.

1867

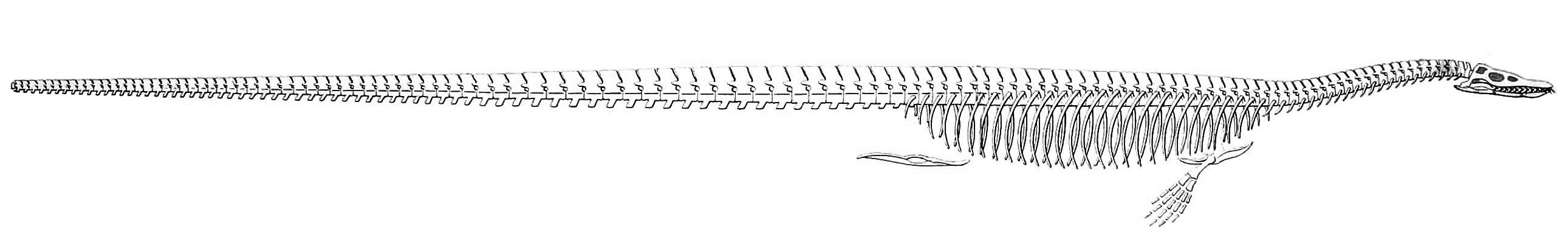
Вариант эласмозавра «с головой не на том конце», опубликованный Коупом (1869). Коуп не включил задние лопасти в этот рисунок, отчасти из-за ошибочного мнения, что эласмозавр двигался с помощью своего чрезвычайно длинного «хвоста».

- Армейский хирург доктор Теофилус Тернер обнаружил окаменелости крупного животного в сланце Пьер в Канзасе, США. Останки представляли собой первый почти полный экземпляр плезиозавра из Северной Америки. Тёрнер передал некоторые позвонки этого животного члену исследовательской группы Тихоокеанской железной дороги по имени Джон Леконт. Леконт отправил позвонки Эдварду Дринкеру Коупу для изучения. Коуп признал находку значительным открытием плезиозавра и написал Тёрнеру письмо с просьбой провести раскопки и отправить окаменелости ему[7].
- Коуп вывел новый род эласмозавр и вид Elasmosaurus platyurus на основе окаменелостей, присланных Тёрнером.
- Коуп представил свои выводы относительно эласмозавра на заседании Академии естественных наук в Филадельфии, Пенсильвания. По его представлению, вид обладал длинным хвостом и короткой шеей. Более поздние находки доказывают ошибочность этого предположения.

1868

Современное изображение эласмозавра и аквалангиста для сравнения размеров

- Описание Коупом эласмозавра было официально опубликовано.
- Уильям Э. Уэбб и другие собрали и отправили Коупу образец плезиозавра.

1869
- Сили описал виды, известные сейчас как Liopleurodon pachydeirus и Peloneustes philarchus.
- Коуп назвал образец плезиозавра, собранный Веббом, Polycotylus latipinnis.

- Коуп подготовил для журнала Transactions of the American Philosophical Society экземпляр своего описания эласмозавра, включая реконструкцию животного с короткой шеей и очень длинным хвостом. Затем рукопись была распространена среди других ученых.

### 1870-е
1870

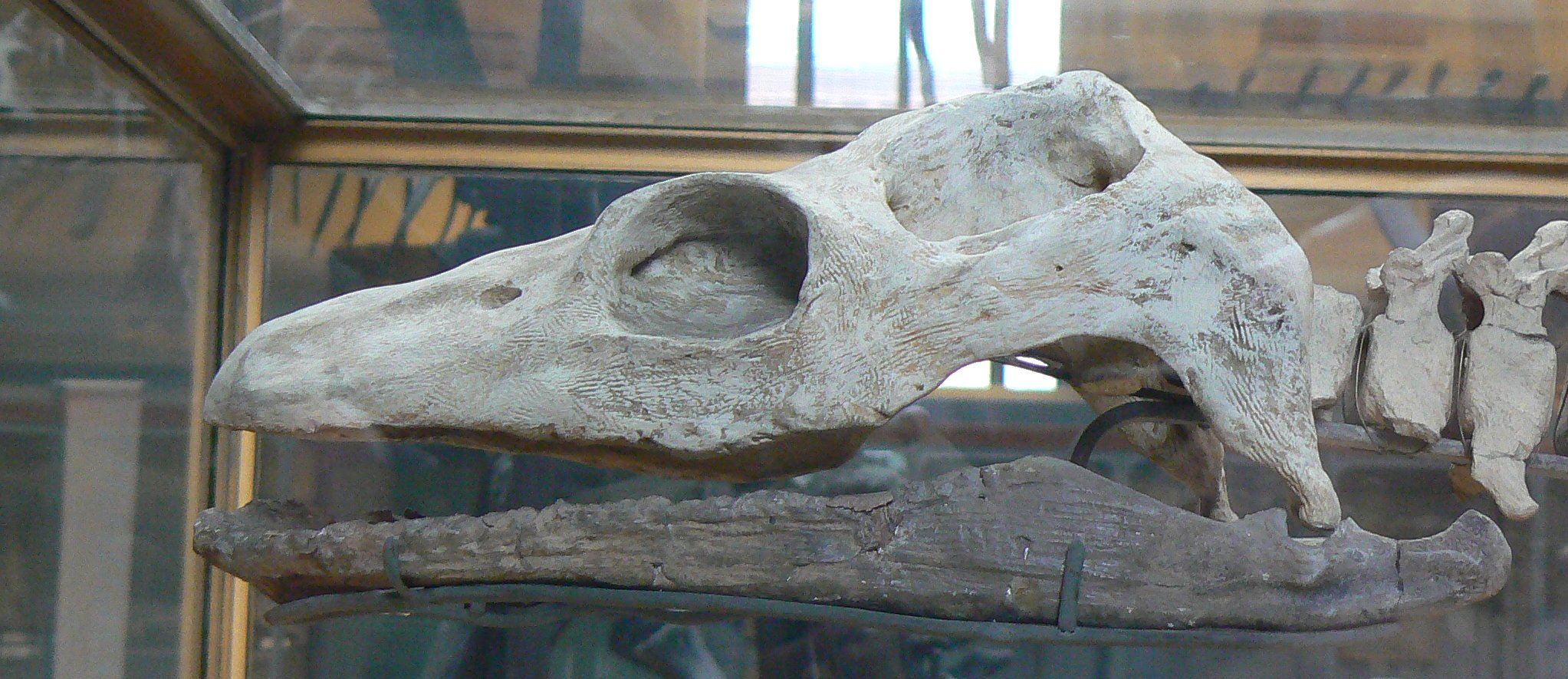
Череп криптоклида, описанный Филлипсом в 1871 году.

- Наставник Коупа Джозеф Лейди выступил с докладом, в котором сообщил о своем недавнем открытии, что в реконструкции эласмозавра, сделанной Коупом, череп располагался на конце хвоста, а не на конце шеи.
- Открытие Лейди смутило Коупа, который начал распространять уведомление о неуказанной ошибке в описании эласмозавра с предложением заменить его исправленной версией и вторым томом.
- O. К. Марш собрал в Канзасе дополнительный экземпляр Polycotylus, который сохранился лучше, чем тип, описанный Коупом. Образец теперь каталогизирован как YPM 1125.

1871
- Филлипс описал вид, известный сейчас как Pliosaurus macromerus.
- Филлипс описал вид, известный сейчас как Cryptoclidus eurymerus.
- Коуп описал вид, известный сейчас как Hydralmosaurus serpentinus.
- Коуп неточно назвал Polycotylus «первым настоящим плезиозавроидом, найденным в Америке».

1872
- Коуп представил, что эласмозавры питались, выгнув шею над водой и нанося удары вниз по рыбе на большом расстоянии от тела.
- B. Ф. Мадж обнаружил десять сочлененных позвонков в Фэрпортском мелу Канзаса, которые он принял за останки ихтиозавра. Сейчас эти окаменелости каталогизированы как KUVP 1325.

1873
- Соваж описал новый вид Liopleurodon ferox.
- Джозеф Сэвидж обнаружил в Канзасе второй, лучше сохранившийся Trinacromerum «anonymum».

1874
- Гектор описал новый вид Mauisaurus haasti.
- Сили описал новый вид Muraenosaurus leedsi.
- B. Ф. Мадж обнаружил фрагменты скелета крупного эласмозавра в известняке Форт-Хейс в Канзасе.
- Мадж и Уиллистон раскопали останки еще одного крупного канзасского плезиозавра — из мела Смоки-Хилл. Образец может быть Styxosaurus snowii и в настоящее время каталогизирован как YPM 1644. Это был первый плезиозавр, найденный Маджем с гастролитами.
- Гектор сообщил о наличии останков эласмозавра в Новой Зеландии.
- Сили опубликовал работу, призванную помочь улучшить понимание анатомии плечевого пояса плезиозавра, которое было запутано из-за плохой сохранности окаменелостей, на которые опирались многие ранние палеонтологи в своих наблюдениях.

1876
Блейк в книге «Tate and Blake» описал новый вид Plesiosaurus longirostris.
1877
- Лидеккер описал вид, известный сейчас как Simolestes indicus.
- Мадж обсудил гастролиты из YPM 1644 в научной публикации. Он пришел к выводу, что плезиозавр использовал гастролиты для переваривания пищи, как это делают многие современные птицы и рептилии.

1879
Лидеккер описал вид, известный сейчас как Cryptoclidus richardsoni.

### 1880-е
1880
Оксфорд приобрел коллекцию мисс Филпот, которая включала типовой экземпляр плезиозавра макруруса. Музей каталогизировал этот экземпляр как OXFUM J.28587.
1881
Соллас описал вид, известный сейчас как Attenborosaurus conybeari.
1882
Британский музей естественной истории приобрел коллекцию Эдгертона, в которую входила полная челюсть Plesiosaurus dolichodeirus, известная сейчас как BMNH R.255.
1884

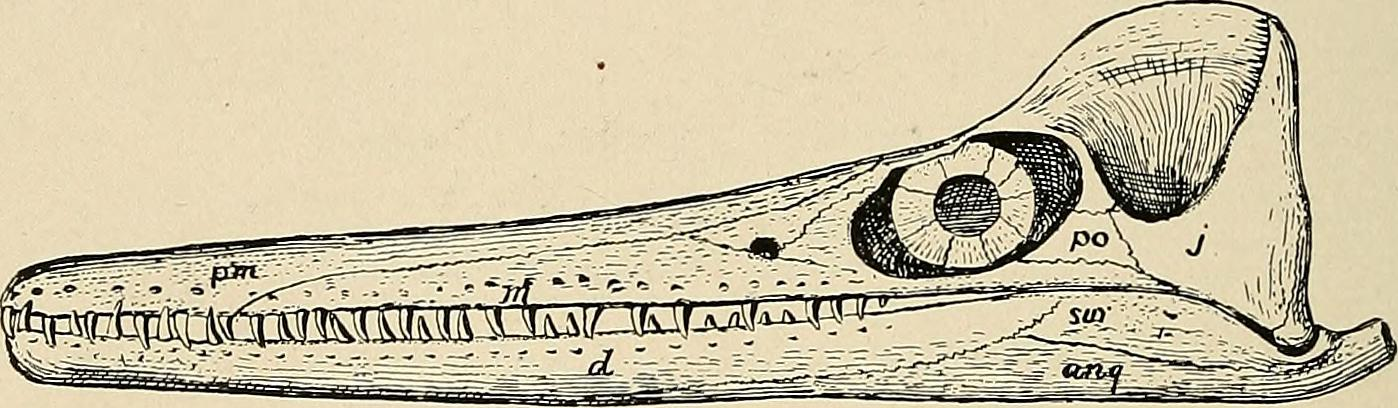
Череп Trinacromerum bentonianum, который описывал Крагин в 1888 году.

Смитсоновский институт купил у Чарльза Штернберга частичный скелет плезиозавра. Образец был внесен в каталог USNM 4989 и впоследствии послужил типовым образцом нового рода и вида Brachauchenius lucasi.
1888
- Гарри Сили ошибочно утверждал, что обнаружил несколько ископаемых эмбрионов плезиозавра.
- Ф. В. Крагин назвал род и вид Trinacromerum bentonianum из Канзаса.

### 1890-е
1890

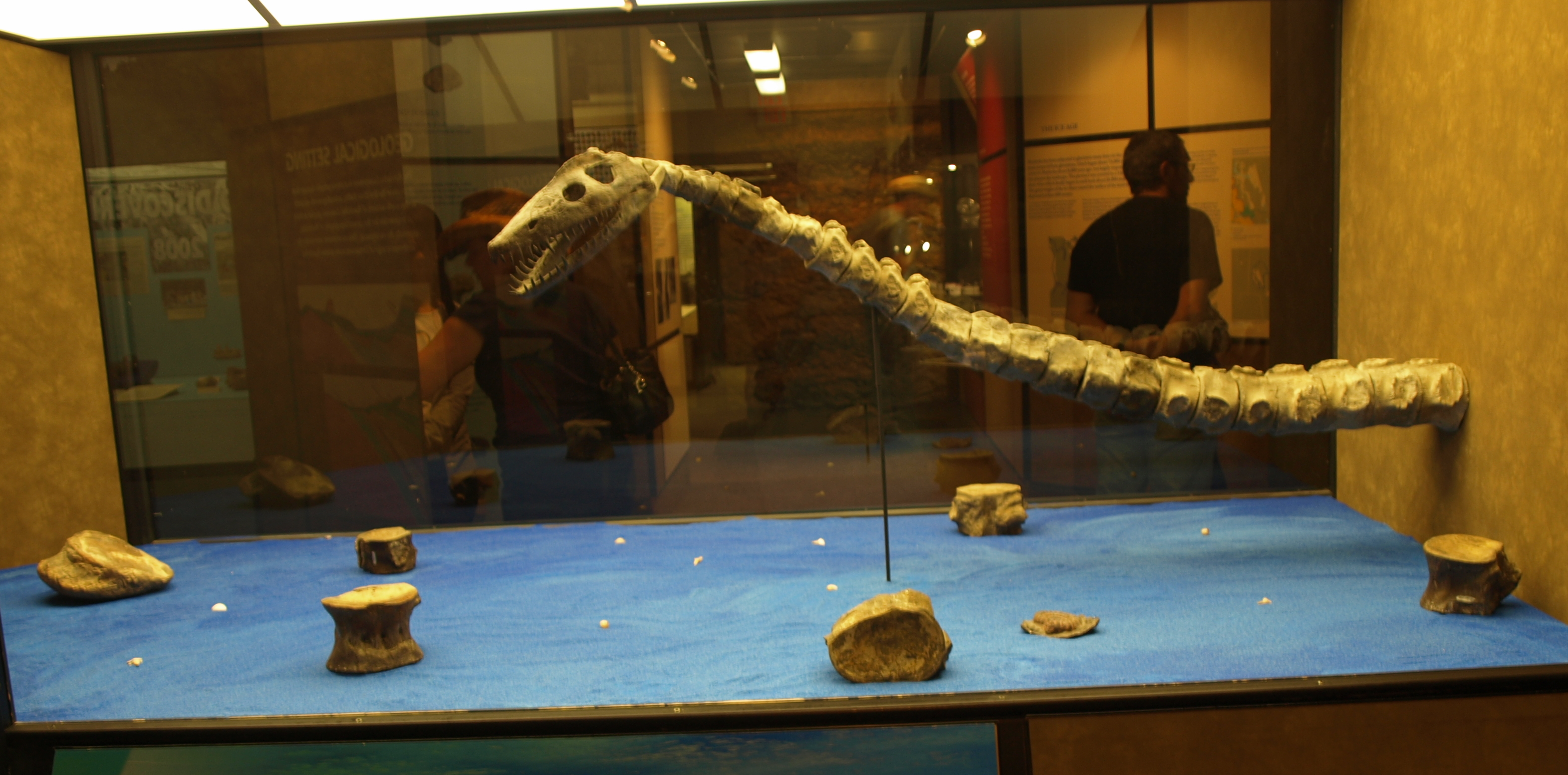
Череп и шея стиксозавра Styxosaurus snowii, описанные Уиллистоном в 1890 году.

- В статье, опубликованной в «Нью-Йорк Геральд», Марш поднял вопрос об анатомическом развороте эласмозавра, предложенном Коупом.
- E. П. Вест раскопал череп и часть шеи, принадлежавшие эласмозавру, который впоследствии получил название Styxosaurus snowii. Образец в настоящее время каталогизирован как KUVP 1301.
- Уиллистон описал вид, известный сейчас как Styxosaurus snowii.

1892
Сили описал вид, известный сейчас как Muraenosaurus beloclis.
1893
- Марш описал новый вид Pantosaurus striatus.
- Чарльз Х. Штернберг получил два больших позвонка эласмозавра, которые впоследствии послужили типовым образцом Elasmosaurus sternbergi. В настоящее время этот образец каталогизирован как KUVP 1312.
- Ф. В. Крагин обнаружил частичный скелет плезиозавра и связанные с ним гастролиты в том месте, которое сейчас признано сланцем Киова. Этот экземпляр сейчас каталогизирован как KUVP 1305 и позже был назван Plesiosaurus mudgei.
- Уиллистон утверждал, что плезиозавры глотали гастролиты только случайно или для облегчения «пищевого голода». Однако он также заметил, что камни, использованные в качестве гастролитов, были более похожи на камни, находящиеся на расстоянии 400—500 миль в Айове или Блэк-Хиллз Южной Дакоты, чем на камни местной геологии[7].

1894
Крагин описал новый вид Plesiosaurus mudgei для образца KUVP 1305.
1895

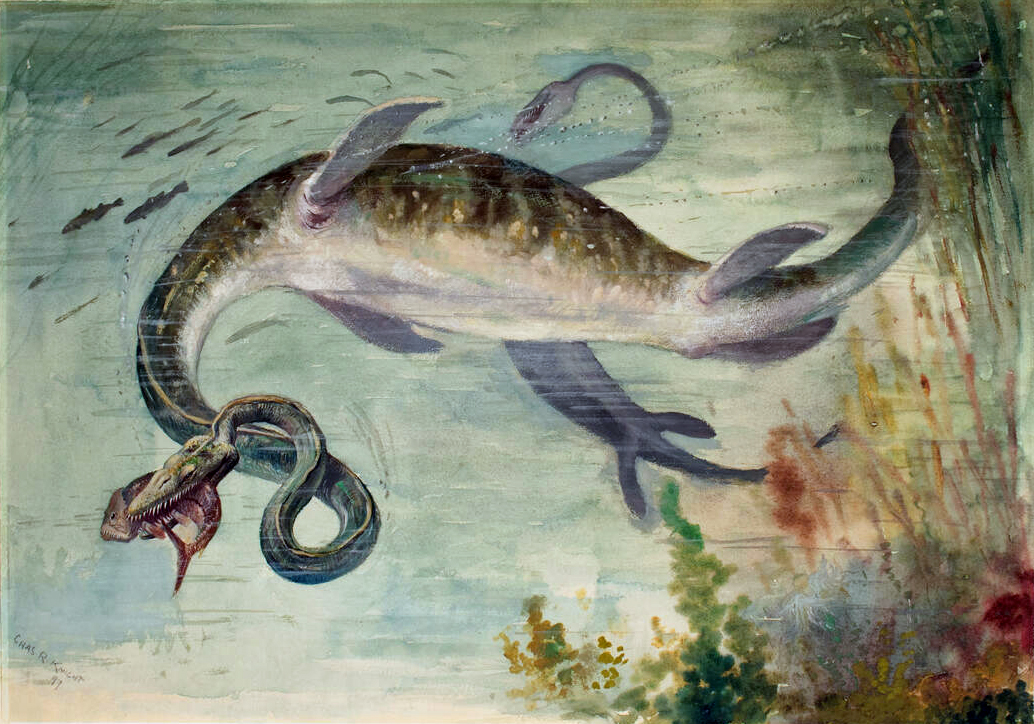
Эласмозавр на картине Чарльза Найта

Деймс описал вид, известный сейчас как Seeleysaurus guilelmiimperatoris.
1897
Под руководством Эдварда Дринкера Коупа палеохудожник Чарльз Р. Найт изобразил эласмозавра платиуруса, поедающего рыбу. Шея эласмозавра была ошибочно свернута в анатомически невозможную восьмёрку, что вызвало образ «питона, хватающего свою добычу».
1898
Найт описал новый вид Megalneusaurus rex.
1899
Человек по имени Эндрю Кромби обнаружил ископаемый фрагмент челюсти с шестью зубами в Квинсленде, Австралия. Этот образец стал типовым для рода кронозавр (Kronosaurus).

## XX век

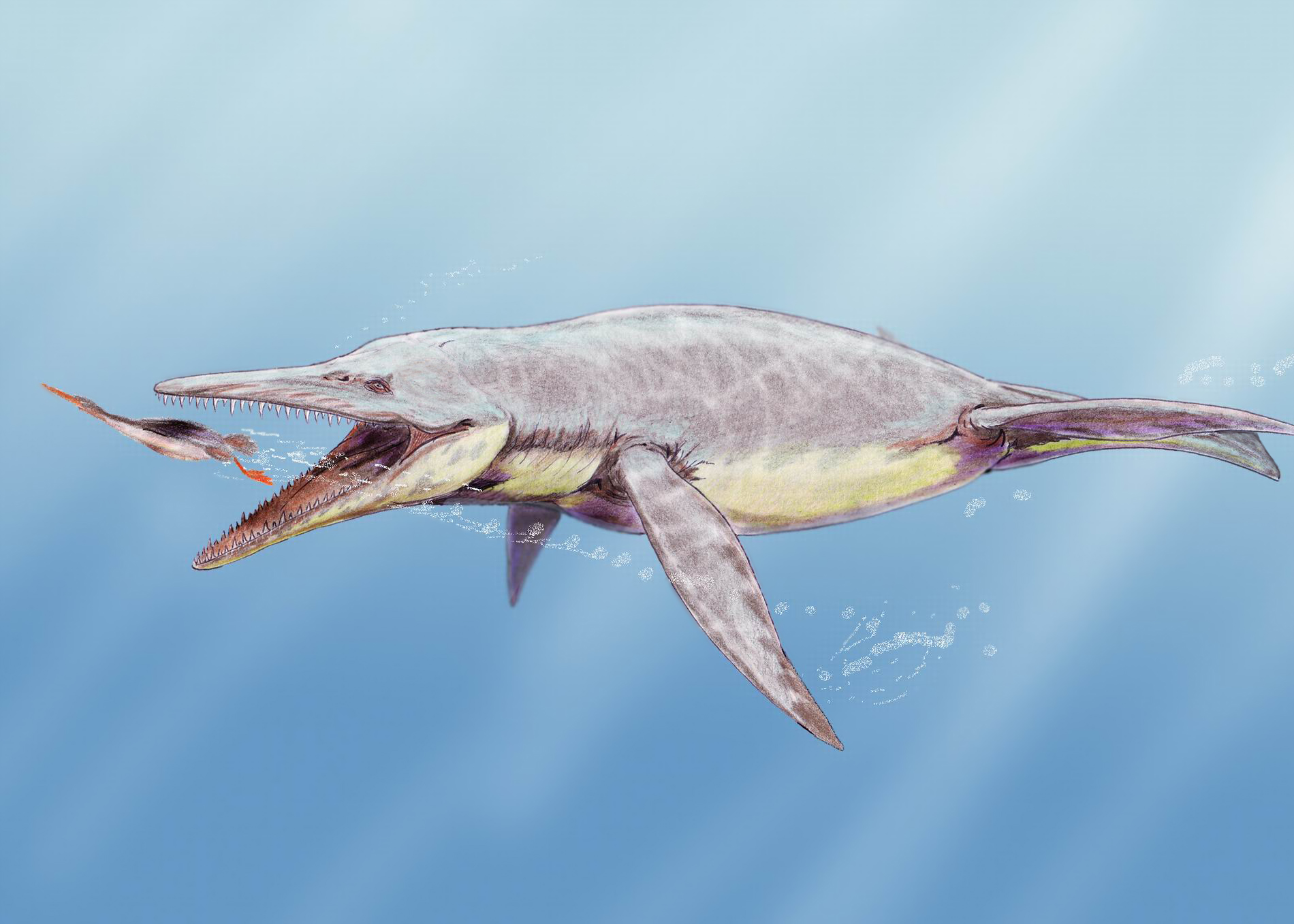
Брахиухениус лукаси

### 1900-е
1900
- Найт описал вид, известный сейчас как Tatenectes laramiensis.
- Джордж Ф. Штернберг обнаружил образец плезиозавра, известный сейчас как KUVP 1300, который впоследствии послужит типовым образцом Dolichorhynchops osborni[7].

1902
- Уиллистон описал новый вид Dolichorhynchops osborni.

1903
Уиллистон внес несколько изменений в таксономию плезиозавров. Одним из них было описание нового рода и вида Brachauchenius lucasi, типовым образцом которого был частичный скелет, обнаруженный в Канзасе. Этот образец сейчас каталогизирован как USNM 4989. Он также описал новый вид Trinacromerum anonymum на основе серии позвонков, обнаруженных Маджем в 1872 году. Этот образец сейчас известен как KUVP 1325. Наконец, Уиллистон считал Plesiosaurus mudgei младшим синонимом вида Plesiosaurus gouldii. Он также прокомментировал продолжающиеся дебаты относительно гастролитов плезиозавра, признавая возможность того, что они использовались для балласта, но в то же время оставаясь открытым для своего предположения 1893 года о том, что камни были проглочены случайно.
1904

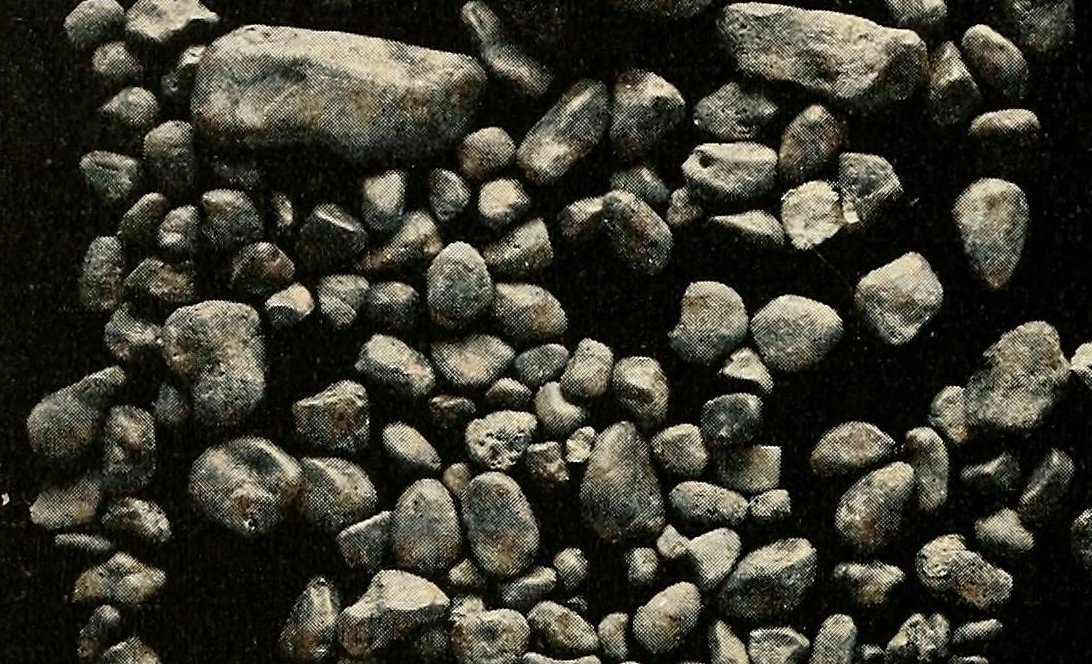
Гастролиты

- Барнум Браун выдвинул гипотезу, что плезиозавры использовали свои гастролиты в органе, похожем на желудок, для перемалывания беспозвоночной добычи, поскольку у них не было зубов для измельчения или дробления.
- Гарвардский палеонтолог Чарльз Р. Истмен, «оскорбленный» утверждением Брауна о том, что у плезиозавров были гастролиты, раскритиковал эту идею в печати.
- Уиллистон ответил Истмену, подтвердив доказательства существования гастролитов у плезиозавров, отметив, что к этому времени было найдено не менее 30 экземпляров, содержащих их.

1906
Уиллистон описал несколько новых таксонов и образцов. Одним из них был новый вид Elasmosaurus nobilis. Уиллистон также описал новый вид E. sternbergi на основе позвонков, обнаруженных Чарльзом Х. Штернбергом в 1893 году. Он отметил, что эти окаменелости были самыми большими позвонками эласмозавра, которые он когда-либо видел. Наконец, Уиллистон описал поликотилуса Марша, YPM 1125.
1907

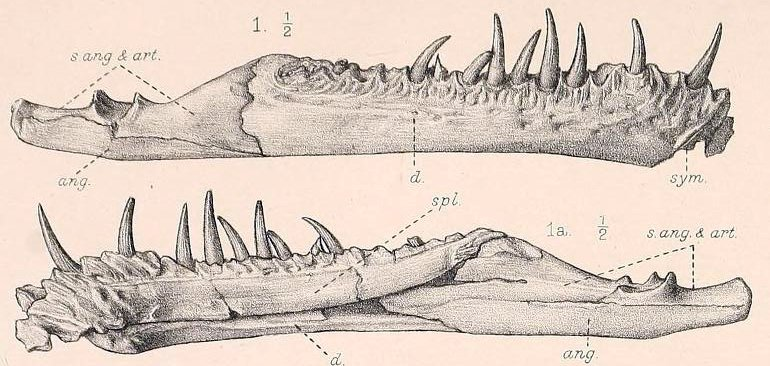
Челюсти триклеида

Уиллистон сообщил об обнаружении еще одного экземпляра Brachauchenius lucasi, в Техасе. Уиллистон утверждал, что B. lucasi тесно связан с Liopleurodon ferox.
1909
- Эндрюс описал новые виды Simolestes voraх и Tricleidus seeleyi.
- Уотсон описал новый вид Sthenarasaurus dawkins.

### 1910-е
1910

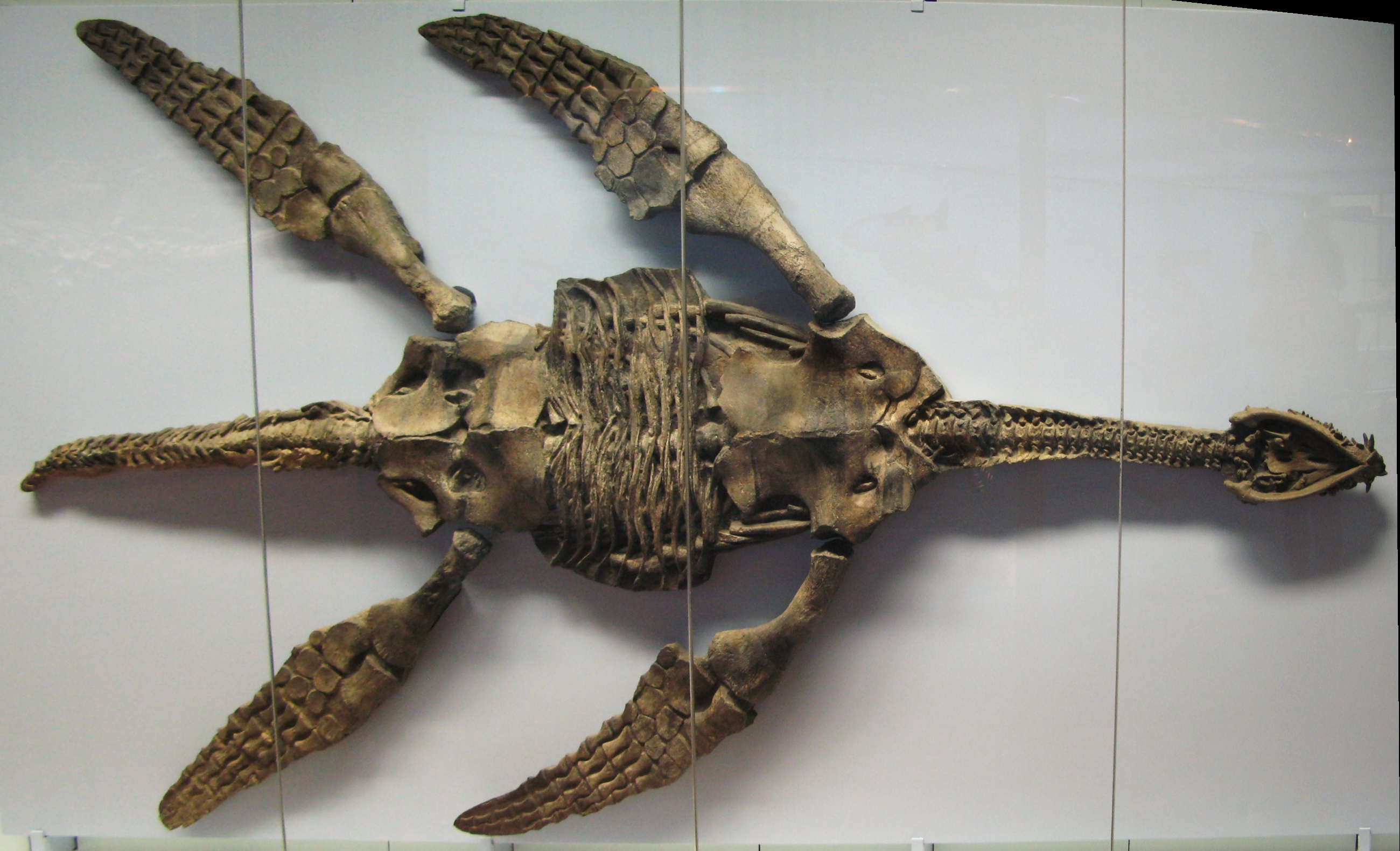
Вид Meyerasaurus victor

Эберхарт Фраас описал вид, известный сейчас как Rhomaleosaurus victor.
1911
Эндрюс описал вид, известный сейчас как Leptocleidus capensis.
1913
Барнум Браун описал новый вид Leurospondylus ultimus.
1914
- Уиллистон критиковал изображения длинношеих плезиозавров как имеющих неестественно гибкие шеи.
- Вегнер описал новый вид Brancasaurus brancai.
- Уиллистон заметил, что полукружные каналы внутри уха плезиозавра были хорошо развиты, что обеспечивало им хорошее чувство равновесия и координацию.

1919
Смитсоновский институт получил от Чарльза Штернберга образец тилозавра с сохранившимся в желудке поликотилидом. Тилозавр каталогизирован как USNM 8898, а его последний ужин — как USNM 9468.

### 1920-е
1922

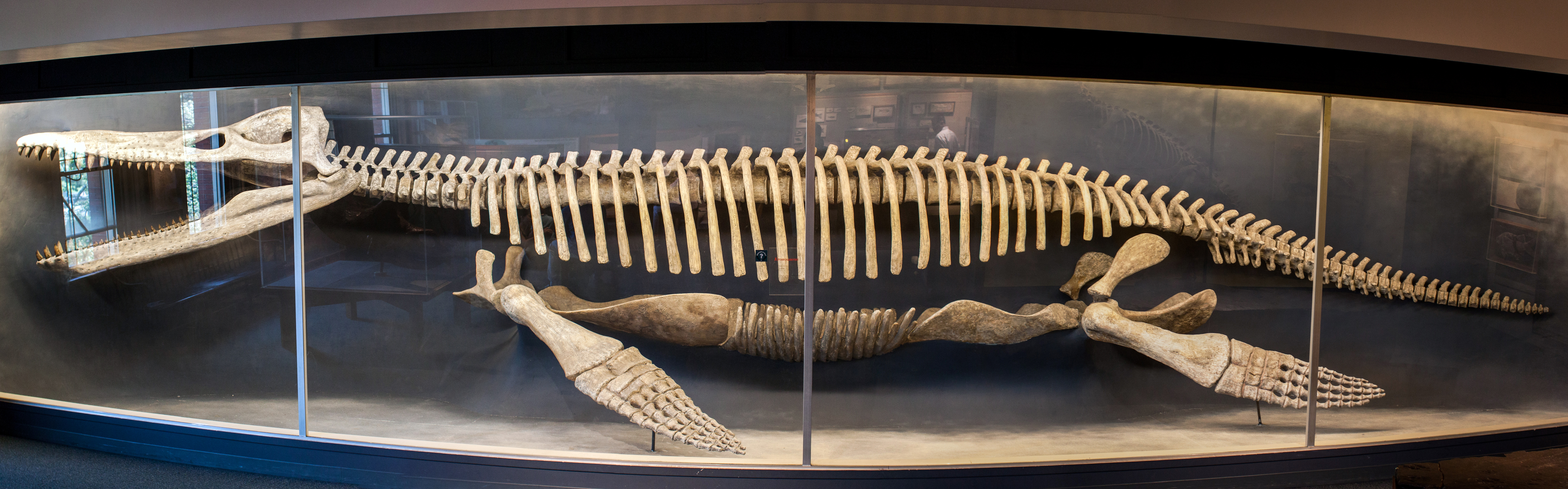
Скелет кронозавра в музее Гарварда

- Эндрюс описал новый вид Leptocleidus superstes.
- Штернберг заметил, что нахождение в желудке мозазавра могло помочь обеспечить сохранность поликотилиды, известной сегодня как USNM 9468, защитив ее от акул-падальщиков.

1923
Фридрих фон Хюне описал вид, известный сейчас как Hydrorion brachypterygius.
1924
Хибер Лонгман описал Kronosaurus queenslandicus на основании фрагмента челюсти, найденной Эндрю Кромби в 1899 году.
1926
Джордж Ф. Штернберг обнаружил третий экземпляр Dolichorhynchops osborni в Канзасе.
1929
Еще больше окаменелостей кронозавра было обнаружено в центральном Квинсленде недалеко от места находки типового образца.

### 1930-е
1930

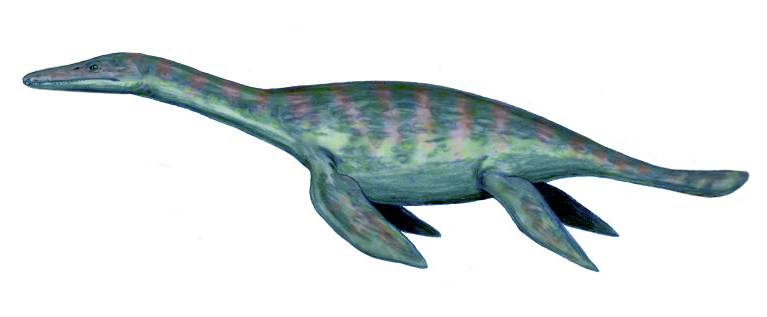
Современное изображение макроплаты, описанной Свинтоном в 1930 г.

Свинтон описал новый вид Macroplata tenuiceps.
1931
Джордж Ф. Штернберг и М. В. Уокер обнаружили хорошо сохранившийся крупный экземпляр эласмозавра.
1931-1932
Гарвардский университет направил экспедицию по поиску окаменелостей в Квинсленд, Австралия. В Арми Даунс они обнаружили почти полный экземпляр кронозавра.
1934
- Опубликована всемирно известная фотография Лох-Несского чудовища, что закрепило связь между плезиозаврами и мифическим чудовищем.
- Государственный музей Университета Небраски приобрел образец эласмозавра, обнаруженный Штернбергом и Уокером в 1931 году. Образец теперь каталогизирован как UNSM 1195.

1935
Рассел описал новый вид Trinacromerum kirki.
1936
Образец Trinacromerum был обнаружен в придорожном срезе формации Гринхорн в Канзасе. В настоящее время образец каталогизирован как KUVP 5070.
1938

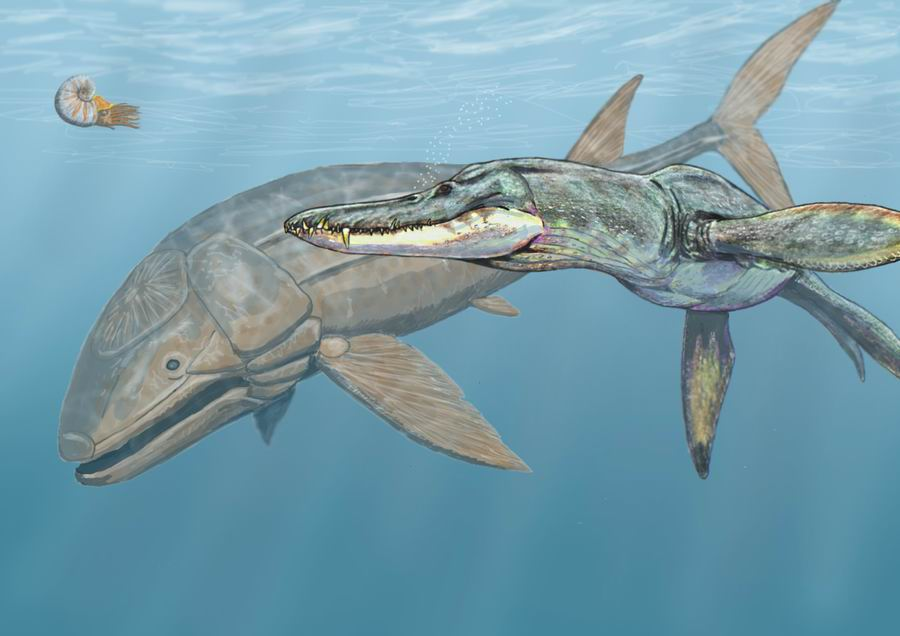
Плиозавр (справа) атакует лидсихтиса

На берегу Волги в России был найден большой скелет плиозавра. Однако образец был поврежден во время раскопок, и удалось извлечь только череп и грудную клетку.

### 1940-е
1940
- Полный экземпляр Plesiosaurus conybeari, включая сохранившиеся мягкие ткани, был уничтожен во время бомбардировки Бристоля. К счастью, слепок этого экземпляра сохранился в Британском музее.
- Уайт описал новый вид Seeleyosaurus holzmadensis.

1941

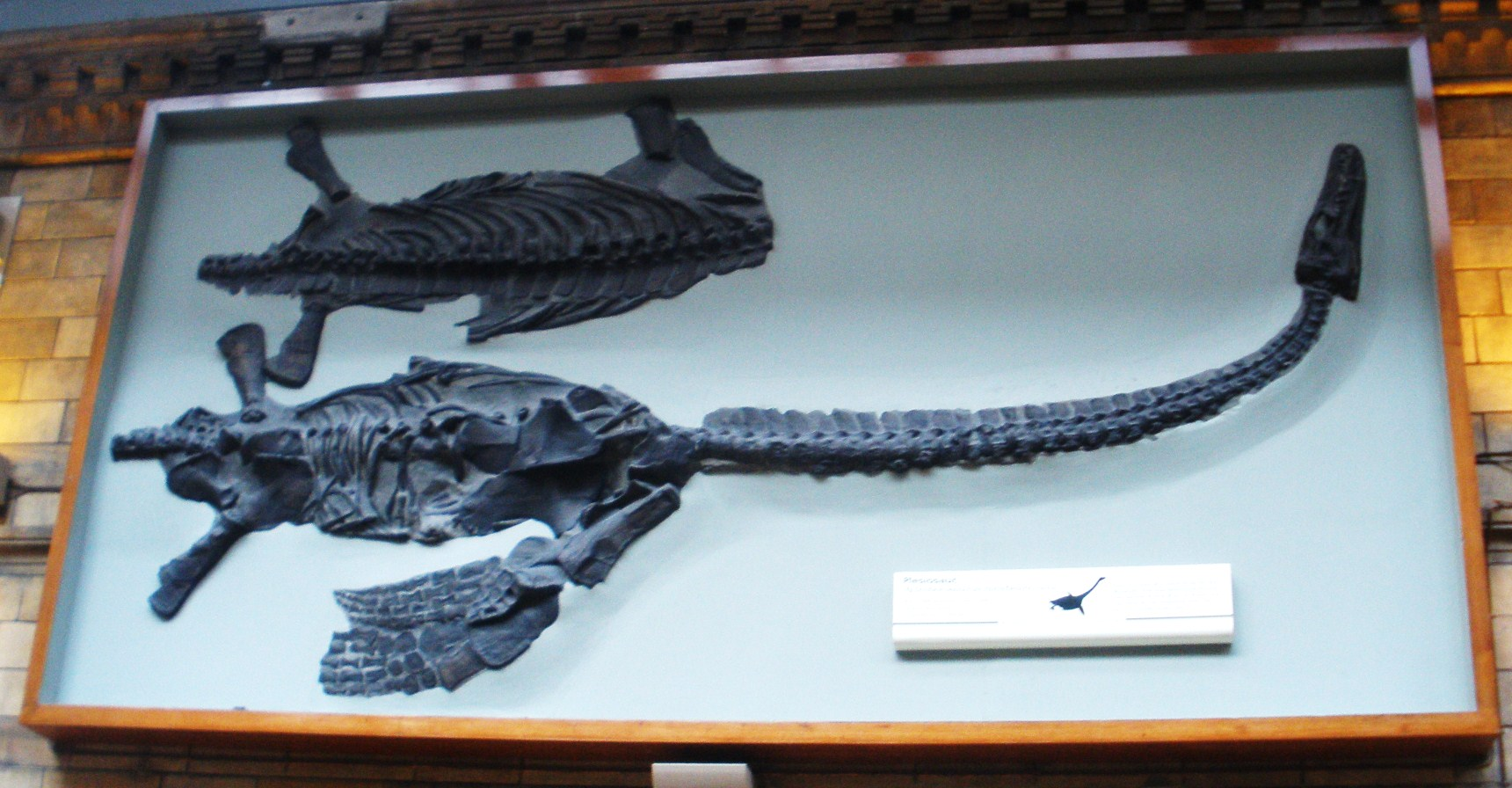
Слепок уничтоженного экземпляра плезиозавра, который хранится в Британском музее

Кабрера описал новый вид Aristonectes parvidens.
1942
Янг описал новый вид Sinopliosaurus weiyuanensis.
1943
- Уэллс описал новые виды Aphrosaurus furlongi, Morenosaurus stocki, Thalassomedon haningtoni, Fresnosaurus drescheri и Hydrotherosaurus alexandrae.
- Уэллс утверждал, что у плезиозавров всё-таки были гибкие шеи.

1944

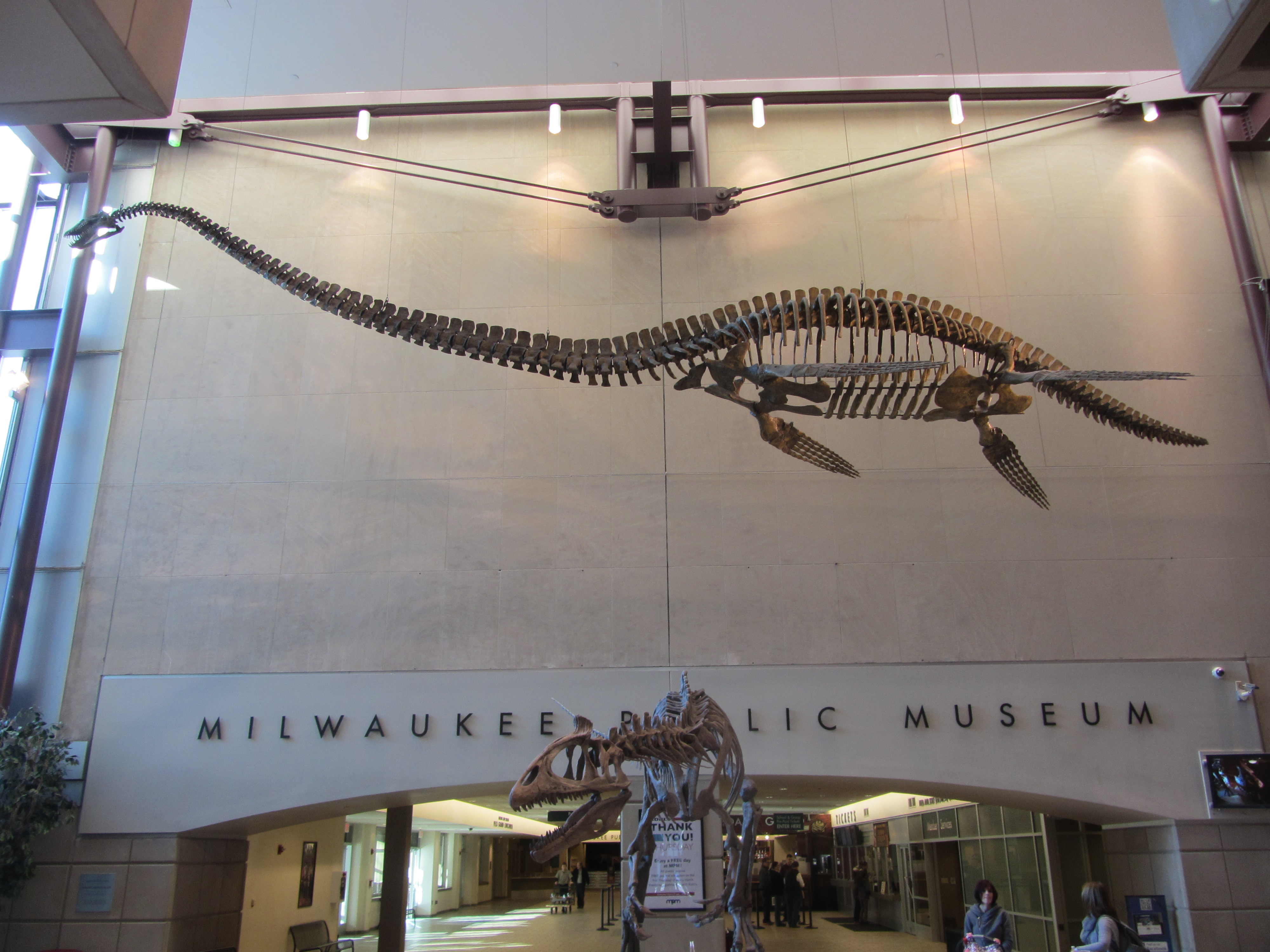
Талассомедон в Музее Милуоки, США

Элмер С. Риггс назвал новый вид тринакромерума Trinacromerum willistoni. Типовой образец (KUVP 5070) был найден строительной бригадой, работавшей в 1936 году на шоссе 81, которая передала его в палеонтологический музей Канзасского университета.
1948
- Советский палеонтолог Нестор Новожилов описал волжского плиозавра как новый вид, Pliosaurus rossicus.
- Новожилов описал вид, известный сейчас как Pliosaurus irgisensis.

1949
- Уэллс описал вид, известный сейчас как Libonectes morgani.
- Де ла Торре и Рохас описали вид, ныне известный как Vinialesaurus caroli.

### 1950-е
Альфред Шервуд Ромер помогал монтировать кронозавра, обнаруженного в Квинсленде экспедицией Гарварда в 1930-х годах, для Музея сравнительной зоологии университета. Плохо сохранившиеся кости потребовали значительного количества гипса для реставрации, что дало образцу шутливое прозвище «гипсозавр». Окончательная монтировка была длиной почти 13 метров (42 фута), вероятно, из-за того, что Ромер переоценил количество позвонков в позвоночнике; более вероятная длина — около 10 метров (35 футов).
1950
- Охотники за окаменелостями Роберт и Фрэнк Дженнрих случайно обнаружили частичный скелет Brachauchenius lucasi, когда искали зубы акулы.
- Шулер, как и Уиллистон в 1914 году, обнаружил у эласмозавров относительно негибкую шею. Он также обнаружил у эласмозавров стереоскопическое зрение, что было бы полезно для охоты на мелкую добычу.
- Джордж Штернберг раскопал Brachauchenius, обнаруженного Дженнрихами. Этот образец, известный сейчас как FHSM VP-321, был крупнее, и лучше сохранился, чем типовой образец. Хотя вскоре после обнаружения он был выставлен на всеобщее обозрение, его описание не появлялось в научной литературе почти 50 лет.

1952
Уэллс утверждал, что образец типа «Elasmosaurus sternbergi» на самом деле является позвонком плиозавра.
1954
Частный землевладелец в Канзасе передал несколько позвонков эласмозавра в музей Штернберга. Эти окаменелости теперь каталогизированы как FHSM VP-398.

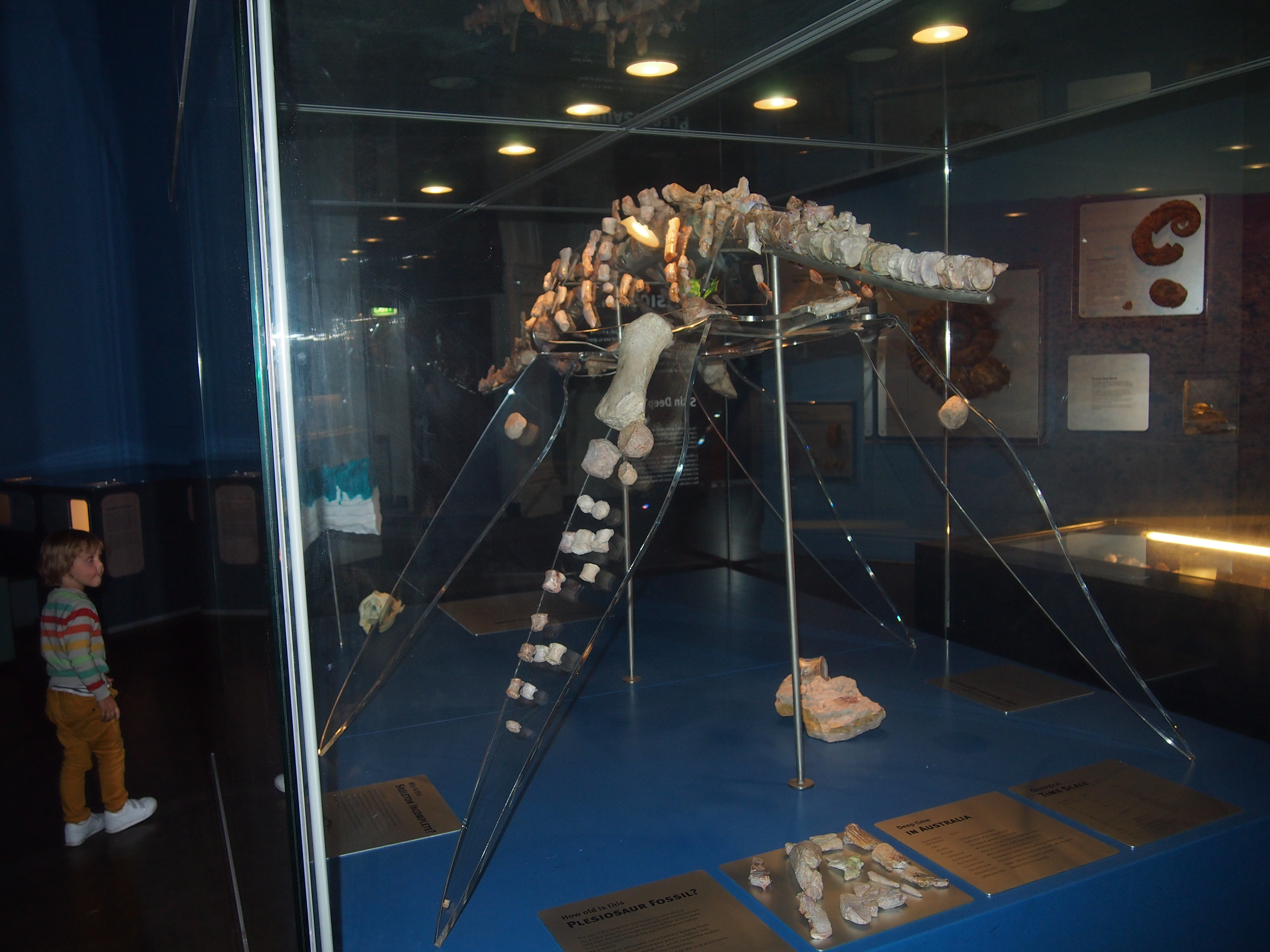
Образец плезиозавра Аддимана в Южно-Австралийском музее

### 1960-е
1960
Тарло описал новый вид Pliosaurus andrewsi.
1962
- Уэллс описал вид, известный сейчас как Callawayasaurus colombiensis.
- Уэллс сообщил о наличии останков эласмозавра в Южной Америке.
- Чаттерджи и Зинсмайстер сообщили о наличии останков эласмозавра в Антарктиде.

1967
- Барни Х. Ньюман и Ламберт Беверли Халстед Тарло утверждали, что длинношеие плезиозавры могли двигаться только горизонтально, и хотя они были маневренными, их ограничивала неспособность нырять в поверхностных водах.
- Добытчики опала из Южной Австралии Джон и Молли Аддиман обнаружили плезиозавра, останки которого были превращены в опал.

### 1970-е
1971

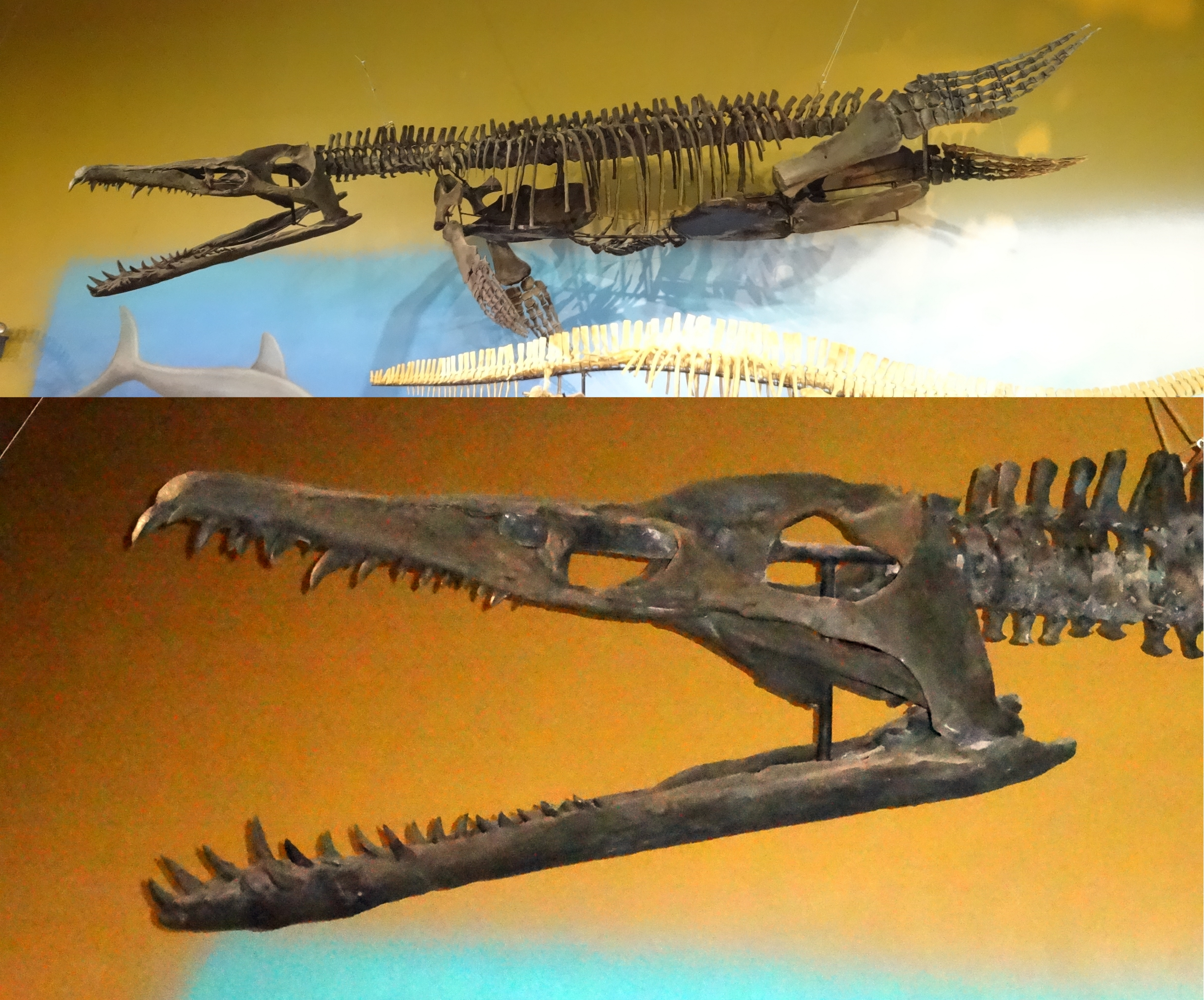
Слепок «российского» плиозавра/лиоплевродона «Pliosaurus rossicus» в Палеонтологическом центре Вайоминга, г. Термополис, США.

- Беверли Холстед переклассифицировала волжского плиозавра Pliosaurus rossicus как вид в составе рода Liopleurodon.
- Пол Джонстон обнаружил окаменелости плезиозавра в придорожном обнажении формации Гринхорн в Канзасе. Во время раскопок место обследовали два подозрительных человека. После перерыва в раскопках команда Джонстона вернулась и обнаружила, что все окаменелости грубо извлечены из породы, за исключением ласта, который команда перезахоронила. На основании ласта похищенный плезиозавр был идентифицирован как Trinacromerum bentonianum.

1975
Джейн Энн Робинсон опубликовала работу о способе передвижения плезиозавров, заключив, что они действительно плавали с помощью «подводного полета», как морские черепахи или пингвины.
1976
Виталий Очев описал обнаруженный в Пензе вид, известный сейчас как Georgiasaurus penzensis.
1977
Робинсон публикует исследование, дополняющее её предыдущую публикацию о способах передвижения плезиозавров. В этой второй работе, в частности, делается вывод, что плезиозавры были неспособны покидать воду.

### 1980-е
1980
Донг описал новый вид Bishanopliosaurus youngi.
1981
- Майкл Алан Тейлор опубликовал работу, в которой пришел к выводу, что плезиозавры все-таки могли передвигаться по суше, поскольку их позвоночник был слишком дугообразным, чтобы легкие могли схлопнуться.
- Браун описал новый вид Kimmerosaurus langhami.
- Браун изменил вид Plesiosaurus guilelmiiperatoris, первоначально описанный Деймсом в 1895 г.
- Тейлор утверждал, что плезиозавры использовали свои гастролиты для регулировки плавучести или для того, чтобы поддерживать равновесие во время плавания.

1982
- Самуэль Ф. Тарситано и Юрген Рисс опубликовали работу, в которой подвергли резкой критике предыдущую работу Джейн Робинсон о передвижении плезиозавров. Однако, критикуя работу Робинсон, они не хотели делать никаких собственных положительных утверждений, заключив, что детали передвижения плезиозавра «неизвестны».
- Ричард А. Тулборн опубликовал результаты своего недавнего повторного исследования предполагаемых эмбрионов плезиозавра, обнаруженных Гарри Говьером Сили. Талборн пришел к выводу, что предполагаемые эмбрионы Сили на самом деле были конкрециями из аргиллита и сланца, полученными из отложений, которые когда-то заполняли систему норок ракообразных, и даже не являлись окаменелостями тел животных.
- Делер описал новый вид Bathyspondylus swindoniensis.

1984
Частичные останки крупного плиозавра, первоначально принятого за динозавра, были обнаружены вблизи Арамберри, Мексика.
1985
Чжан описал новый вид Yuzhoupliosaurus chengjiangensis.
1986
- Добытчик опала из Южной Австралии по имени Джо Вида обнаружил скелет молодого плезиозавра, останки которого превратились в опал. Образец получил прозвище Эрик. Предприниматель по имени Сид Лондиш купил образец и профинансировал его подготовку, но обанкротился. Когда образец был выставлен на аукцион, возникли опасения, что потенциальный покупатель может разбить его на части ради ценности драгоценных камней. От имени Австралийского музея была организована телевизионная кампания. Музею удалось собрать 340 000 долларов, чтобы купить образец, стоимость драгоценного камня которого составляла около 300 000 долларов. Позже Эрик был идентифицирован как образец Leptocleidus.
- Виффен и Мойсли описали новый вид Tuarangisaurus keysei.

1987

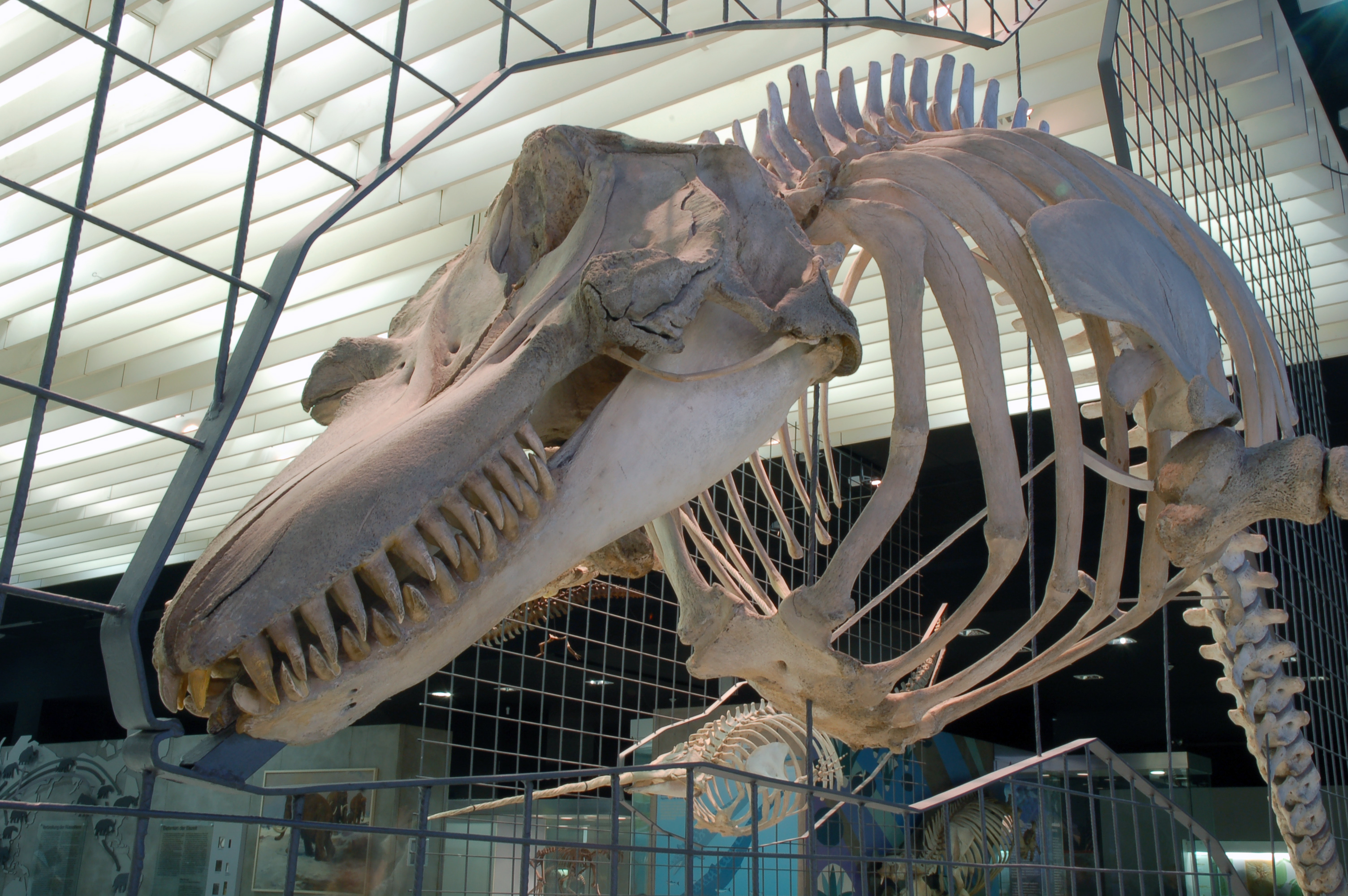
Зубы лиоплевродона схожи с зубами косатки (её скелет на фото)

- Джудит Массаре опубликовала анализ пищевых привычек плезиозавров. Она пришла к выводу, что длинношеие плезиозавроиды питались мягкой пищей. Лиоплевродон и его родственники, напротив, имели зубы, напоминающие зубы косаток, и, вероятно, питались более крупной и костистой добычей.
- Орвилл Боннер обнаружил экземпляр Dolichorhynchops osborni, внутри которого, как позже выяснилось, находились эмбрионы.

1988
- Джуди Массаре проанализировала способности мезозойских морских рептилий к плаванию и обнаружила, что длинношеие плезиозавры были значительно медленнее плиозавров из-за избыточного сопротивления, возникающего из-за длины шеи.
- Музей естественной истории округа Лос-Анджелес приобрел образец Dolichorhynchops osborni, обнаруженный Боннером, и каталогизировал его как LACMNH 129639.

1989
- Беверли Холстед опубликовала работу, в которой предположила, что плезиозавры плавали, используя все четыре ласта в паре с волнообразными движениями тела, сравнимыми с движениями морского льва.
- Накая сообщил о наличии останков эласмозавра в Японии.

### 1990-е
1990
- Самый маленький в мире плезиозавр длиной от 1.2 до 1.5 метров (4-5 футов) был обнаружен недалеко от Чармута на побережье Дорсет.
- Сциау и др. описали вид, известный сейчас как Occitanosaurus tournemirensis.
- Гаспарини и Спаллетти описали новый вид Sulcusuchus erraini.
- Стюарт в рукописи для Общества палеонтологии позвоночных отметил относительную скудность ископаемых плезиозавров из нижних частей мела Смоки-Хилл.
- Тим Токарик из Королевского музея Саскачевана обнаруживает новый вид плезиозавра, Dolichorhynchops herschelensis, недалеко от Хершела, Саскачеван.
- Дж. Д. Стюарт в сопровождении Эверхарта обнаружил почти полный задний плавник Dolichorhynchops в нижнем мелу Смоки-Хилл. К сожалению, было уже слишком поздно исправлять ошибочные утверждения в его вышеупомянутой работе относительно предполагаемой редкости плезиозавров в нижнем мелу Смоки-Хилл. Ласт теперь каталогизирован как LACMNH 148920.
- Статья Стюарта с его теперь уже ошибочными утверждениями была опубликована в путеводителе по Ниобрарскому мелу в честь 50-летнего юбилея общества в Лоуренсе в том же году.

1991
- Ральф Э. Молнар опубликовал подозрение, что образец «Kronosaurus queenslandicus», обнаруженный гарвардской экспедицией, может быть отдельным видом.
- Несколько позвонков и гастролитов эласмозавра были найдены неподалёку от места раскопок типового образца этого рода.
- Круикшанк и другие предположили, что плезиозавры могли чувствовать запах и вкус воды, которая «пассивно» поступала через их носовые ходы во время плавания.

1992
- Хампе описал новый вид Kronosaurus boyacensis.
- Эверхарт обнаружил несколько фрагментарных окаменелостей плезиозавра в нижнем мелу Смоки Хилл в Канзасе. Некоторые из окаменелостей казались частично переваренными. Останки были позже каталогизированы как FHSM VP-13966.
- Эверхарт показал частично переваренные окаменелости Дж. Д. Стюарту, который распознал в них части черепа плезиозавра.
- Эверхарт и его жена помогали раскапывать образец стиксозавра вида Styxosaurus snowii в Канзасе. Во время раскопок миссис Эверхарт обнаружила еще один частичный скелет плезиозавра.

1993

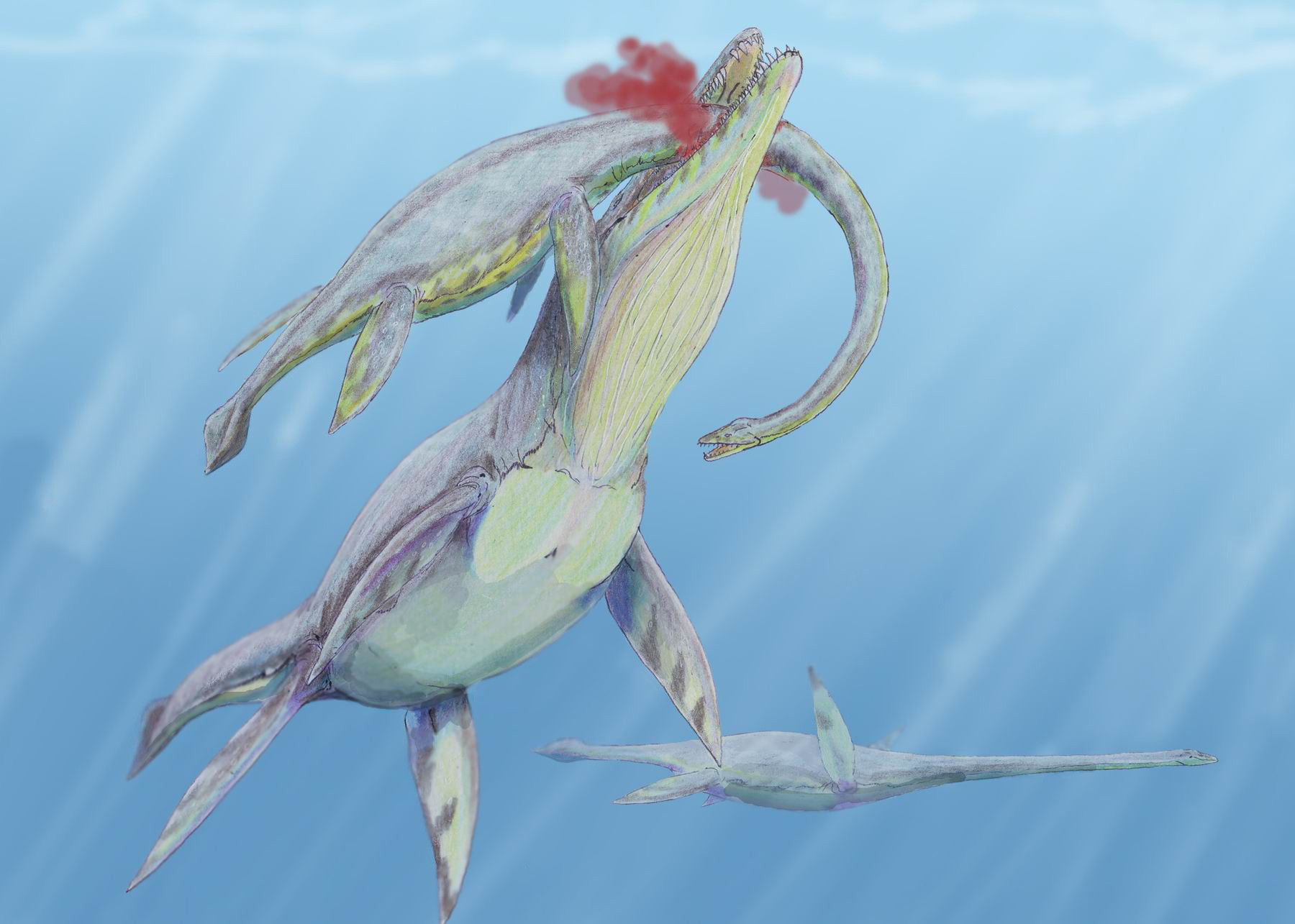
Кронозавр атакует вулунгазавра

- Роберт Т. Баккер прозвал длинношеих плезиозавров «лебедиными ящерами».
- Роберт Т. Баккер утверждал, что плезиозавры пережили несколько крупных вымираний на протяжении мезозоя, а не постоянно диверсифицировались до массового вымирания в конце мелового периода.
- Роберт Т. Баккер утверждал, что Dolichorhynchops и его родственники стали наиболее распространенным видом короткошеих плезиозавров в меловом Западном внутреннем морском проходе после вымирания ихтиозавров. Кроме того, они конвергентно развивали многие черты, сходные с ихтиозаврами, такие как длинное рыло и большие глаза.
- Тони Тулборн и Сьюзен Тернер исследовали раздавленный череп длинношеего плезиозавра вулунгазавра (Woolungasaurus) и обнаружили следы зубов, оставленные каким-то гигантским хищником. Они предположили, что виновником этого был кронозавр.
- Сторрс, как и Уиллистон и Шулер до него, утверждал, что длинношеие плезиозавры имели относительно негибкие шеи.
- Ротшильд и Мартин сообщили о наличии останков окаменевшего плода, сохранившихся в брюшной полости Dolichorhynchops osborni.

1994

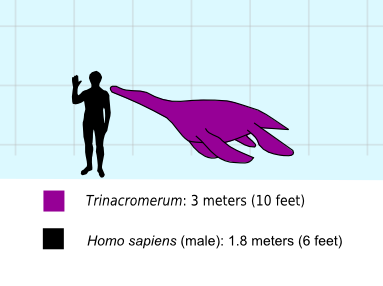
Тринакромерум вида Trinacromerum bentonianum из позднего мела Канзаса

- Гленн У. Сторрс официально описал самого маленького в мире плезиозавра для научной литературы.
- Палеонтолог Школы горного дела Южной Дакоты Джеймс Мартин раскопал и описал очень молодой экземпляр плиозавра. Образец находился в середине мелового Западного внутреннего морского пути. Более правдоподобно думать, что эта молодая особь родилась в самом морском проходе, а не выжила после чрезвычайно долгого плавания от берега. Таким образом, этот экземпляр предоставил косвенные доказательства живорождения и, возможно, даже родительской заботы плиозавров в меловом Западном внутреннем морском проходе. Однако, поскольку взрослых окаменелостей не было, эта интерпретация является спекулятивной. Кроме того, до обнаружения ископаемых учеными место находки подверглось сильному вандализму. Рядом с детенышем плиозавра было обнаружено большое отверстие, в котором когда-то могли находиться кости его матери или других членов семейства.
- Охотник за окаменелостями Саймон Карпентер обнаружил череп плиозавра брахиспондилуса длиной 2 метра (7 футов) в глиняных карьерах цементного завода Блю-Сёркл недалеко от Вестбери, Англия. В окрестностях было найдено еще больше скелетов, и этот экземпляр стал считаться самым хорошо сохранившимся плиозавром из когда-либо найденных; он хранится в Бристольском музее.
- Человек по имени Алан Доун обнаружил ранее неизвестный вид плиозавра в среднеюрской оксфордской глине в Кембриджшире, Англия. Годфруа описал новый вид Simolestes keileni.
- Кен Карпентер признал образец плезиозавра, обнаруженный Памелой Эверхарт в 1992 году, одним из крупнейших известных экземпляров Dolichorhynchops osborni, который сейчас каталогизирован как CMC VP-7055.

1996
- Карпентер опубликовал обзор меловых короткошеих плезиозавров, известных из западной части Северной Америки. В этой работе он пересмотрел таксономию этих плезиозавров, а также предложил наблюдения по их биостратиграфии и эволюции. Карпентер описал новый род и вид Plesiopleurodon wellesi. Он также выступил против преобладающей тенденции рассматривать Dolichorhynchops и Trinacromerum как таксономические синонимы, отметив, что их можно отличить на основании анатомии черепа. Однако он пришел к выводу, что виды Trinacromerum anonymum и T. willistoni являются младшими синонимами T. bentonianum.
- В своих замечаниях об эволюции короткошеих плезиозавров Карпентер утверждал, что поликотилиды были более близки к длинношеим плезиозаврам, чем плиозавры. Он заметил, что Trinacromerum bentonianum, похоже, существовал с конца сеномана до турона. Это составляет промежуток времени примерно в 3,3 миллиона лет. Он обнаружил, что Dolichorhynchops osborni имел еще более длительный срок существования: от середины туронского до начала кампанского века, или около 4 миллионов лет. Его исследование также позволило предположить, что в течение существования Западного внутреннего морского прохода существовал промежуток времени, когда он не был населен поликотилидами.
- Он также сообщил, что образец Dolichorhynchops KUVP 40001 из Пьерского сланца Южной Дакоты мог достигать необычайной длины в 7 метров (23 фута). Большие размеры Dolichorhynchops из Пьерского сланца по сравнению с образцами из более раннего мела Смоки-Хилл позволили Карпентеру предположить, что эти плезиозавры со временем эволюционировали в сторону увеличения размеров тела. На самом деле образцы Dolichorhynchops из Пьер Шейл были почти такими же крупными, как Brachauchenius lucasi. Карпентер описал особенно крупный экземпляр этого последнего таксона в этой работе, а именно FHSM VP-321. Его изучение Brachauchenius привело его к согласию с Уиллистоном в том, что он тесно связан с Liopleurodon ferox[7].
- Артур Р. И. Круикшанк, Дэвид М. Мартилл и Лесли Ноу официально назвали нового плиозавра из Оксфордской глины Pachycostasaurus dawni. Исследователи заметили, что его кости были очень плотными. Настолько плотными, что они предположили, что он естественным образом тонул в воде и большую часть времени питался мягкотелыми животными, обитавшими у морского дна.

1997
- Крукшанк и Лонг описали новый вид Leptocleidus — Leptocleidus clemai.
- Гаспарини описал новый вид Maresaurus coccai.
- Лиггетт и другие сообщили об обнаружении гигантского плавника плезиозавра из Гринхорнского известняка в Канзасе. Хотя значительная часть образца отсутствовала, он предположительно имел длину более 2 метров. Исследователи предварительно отнесли ласту к Brachauchenius lucasi. Образец в настоящее время каталогизирован как FHSM VP-13997.
- Два окаменелых скелета Dolichorhynchops herschelensis обнаружены недалеко от Хершела, Саскачеван, в Интерпретационном центре «Древние отголоски» — только второй и третий образцы, когда-либо найденные.

1998

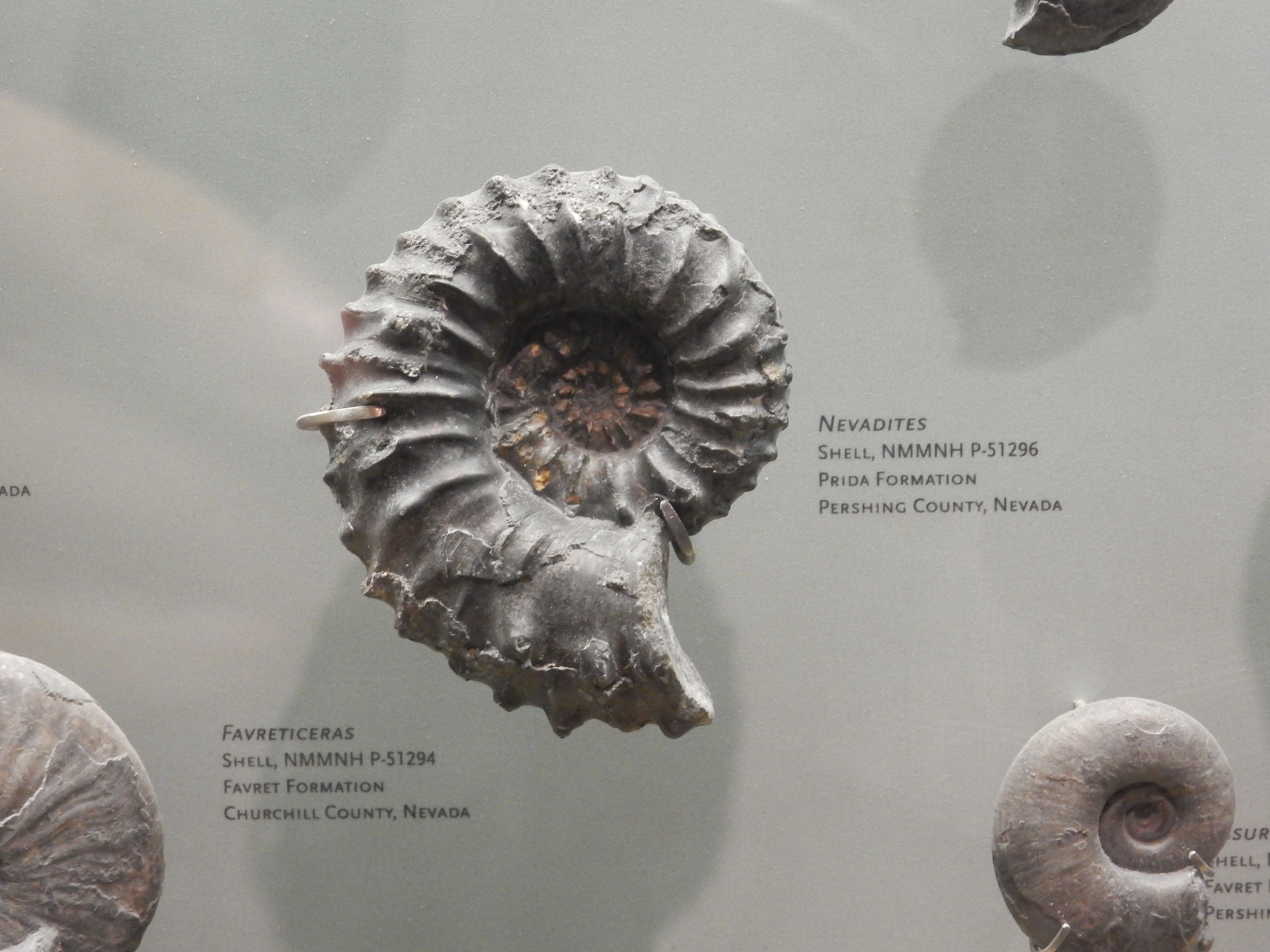
Аммониты в музее Нью-Мексико

- Тамаки Сато и Кадзусигэ Танабэ сообщили, что на берегу реки Обирасибэ на Хоккайдо был обнаружен частичный скелет длинношеего плезиозавра. Хотя они не смогли точно определить его вид, этот экземпляр был важен тем, что содержимое его желудка давало представление о рационе питания длинношеих плезиозавров. В его кишечнике сохранились клювы тридцати мелких аммонитов[1].
- Майкл Эверхарт и Гленн Сторрс раскопали дополнительные рёбра, позвонки и гастролиты эласмозавра на месте находки 1991 года.
- Лонг сообщил о наличии останков эласмозавра в Австралии.

1999
- Карпентер опубликовал резюме окаменелостей эласмозавров, обнаруженных в мелу Смоки-Хилл.
- Сторрс опубликовал пересмотр таксономии эласмозавров. Он переосмыслил образец типа Elasmosaurus nobilis как неопределенные останки эласмозаврид. Он также переосмыслил образец типа Elasmosaurus sternbergi как два шейных и один спинной позвонок, а не два спинных позвонка, как сообщил Уиллистон в своем первоначальном описании. Однако Сторрс согласился с тем, что это был образец эласмозавра, а не плиозавра, как утверждал Уэллс в 1952 году.

## XXI век

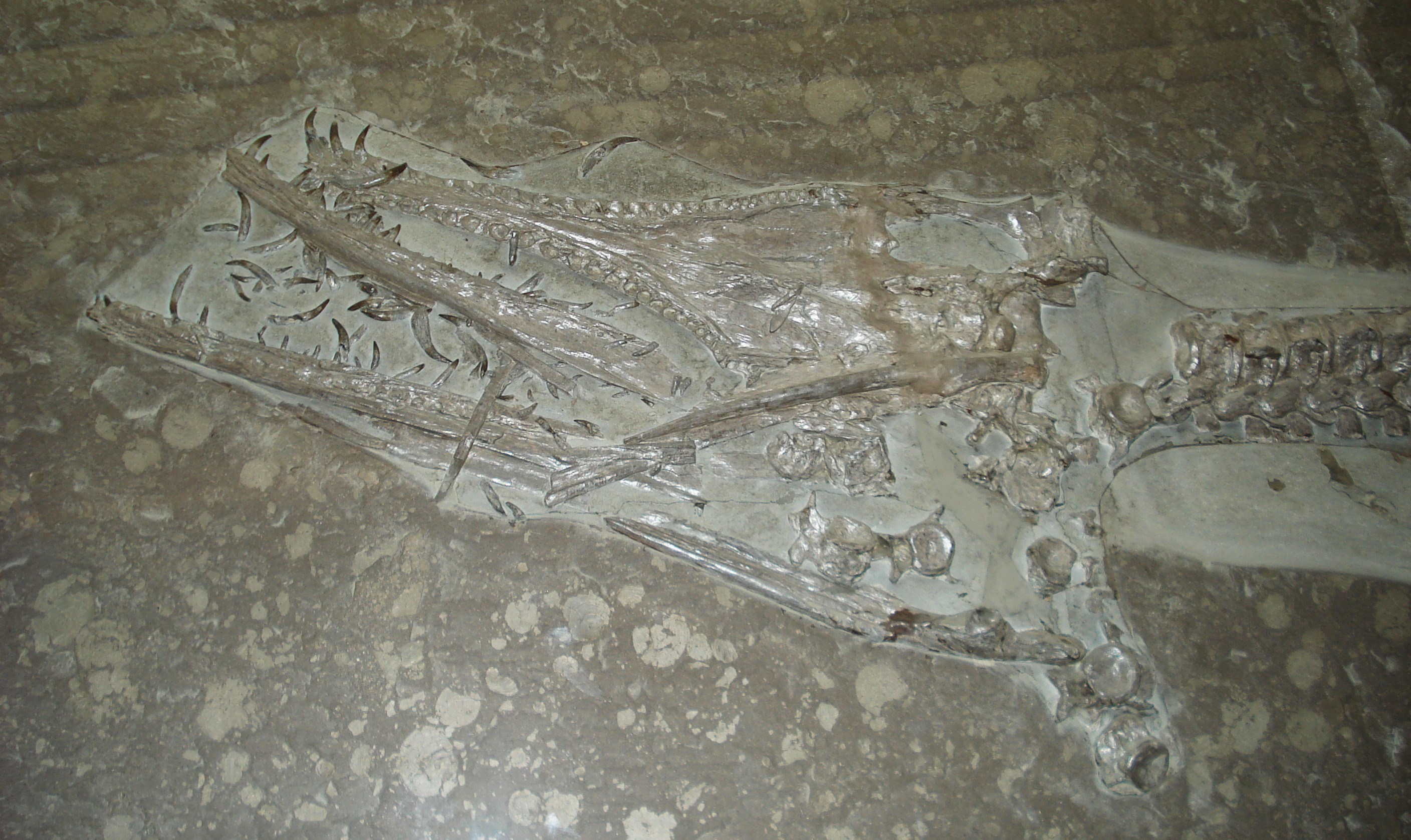
Череп Hauffiosaurus zanoni, описанный О’Кифом

### 2000-е
2000
- Теагартен Лингхем-Солиар опубликовал дальнейшую критику интерпретации Робинсоном биомеханики передвижения плезиозавра.
- О’Киф описал новый вид Hauffiosaurus zanoni.
- Майкл Эверхарт повторно изучил UNSM 1195.
- Лингхем-Солиар утверждал, что задние ласты плезиозавра не были достаточно подвижными и мускулистыми, чтобы помогать ему передвигаться по воде.
- Эверхарт опубликовал исследование гастролитов, связанных с образцом эласмозавра KUVP 129744 из Канзаса. С образцом было связано около 13,1 кг гастролитов. Самый крупный из них был длиной 17 см и весом 1,4 кг. Позже Эверхарт сравнил его размер с размером мяча для софтбола и заметил, что это не только один из крупнейших известных гастролитов плезиозавра, но и один из крупнейших гастролитов любого животного.
- The Advertiser, газета, выходящая в Аделаиде, Австралия, купила опализированный экземпляр плезиозавра Аддимана за 25 000 долларов и передала его в дар Музею Южной Австралии. Палеонтолог музея по имени Бен Кир определил его как представителя рода Leptocleidus. Образец длиной в два фута (60 см) был самым маленьким из когда-либо найденных представителей рода и, вероятно, детёнышем.

2001

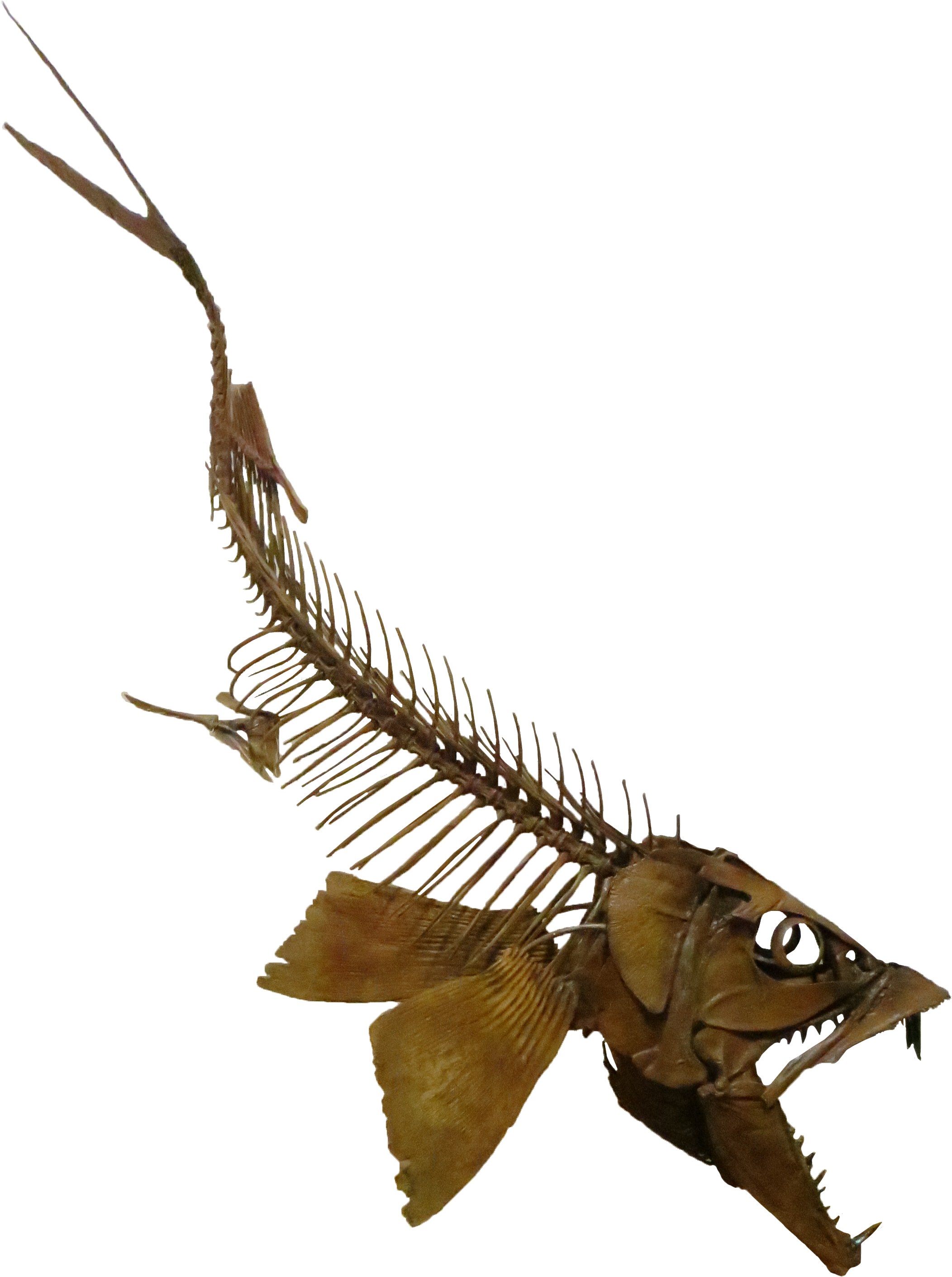
Костистая рыба энход (Enchodus)

- Дэвид Дж. Чичимиурри и Майкл Дж. Эверхарт опубликовали исследование образца Styxosaurus snowii NJSM 15435, в котором сохранилось содержимое желудка и гастролиты. Среди содержимого желудка были останки костистой рыбы Enchodus. К этому моменту было известно не менее пятнадцати различных образцов плезиозавров с сохранившимся содержимым желудка. Исследователи отметили, что останки Enchodus, сохранившиеся в NJSM 15435, являются примером изменения пищевых предпочтений плезиозавров, которые на протяжении большей части своей эволюционной истории питались преимущественно головоногими моллюсками, а в позднем меловом периоде стали больше полагаться на рыб.
- Они также отметили, что некоторые из гастролитов NJSM 15435 были покрыты шрамами в виде округлых сколов и дугообразных отметин. Вероятно, они были нанесены в результате контакта с другими гастролитами во время взбалтывания желудка животного и представляли собой вещественное доказательство того, что плезиозавры использовали свои гастролиты для расщепления пищи во время пищеварения. Чичимурри и Эверхарт оспорили гипотезу о том, что плезиозавры использовали свои гастролиты для балласта, на том основании, что глотать и извергать такие камни длинношеим формам было бы относительно трудно, а места их кормежки могли находиться в сотнях миль от источников камней.
- Эверхарт возобновил изучение частично переваренных костей черепа плезиозавра, FHSM VP-13966. Он обратился за помощью к Кену Карпентеру, поскольку в 1996 году он опубликовал соответствующую работу о короткошеих плезиозаврах. Карпентер определил кости как вероятные останки Dolichorhynchops.
- Ноэ опубликовал еще одно исследование пахикостазавра. Он изменил свое мнение относительно его рациона. Если раньше он считал, что он питался мягкотелыми животными, то крепкие и «сильно орнаментированные» зубы указывали на то, что он питался более твердой и костной добычей.

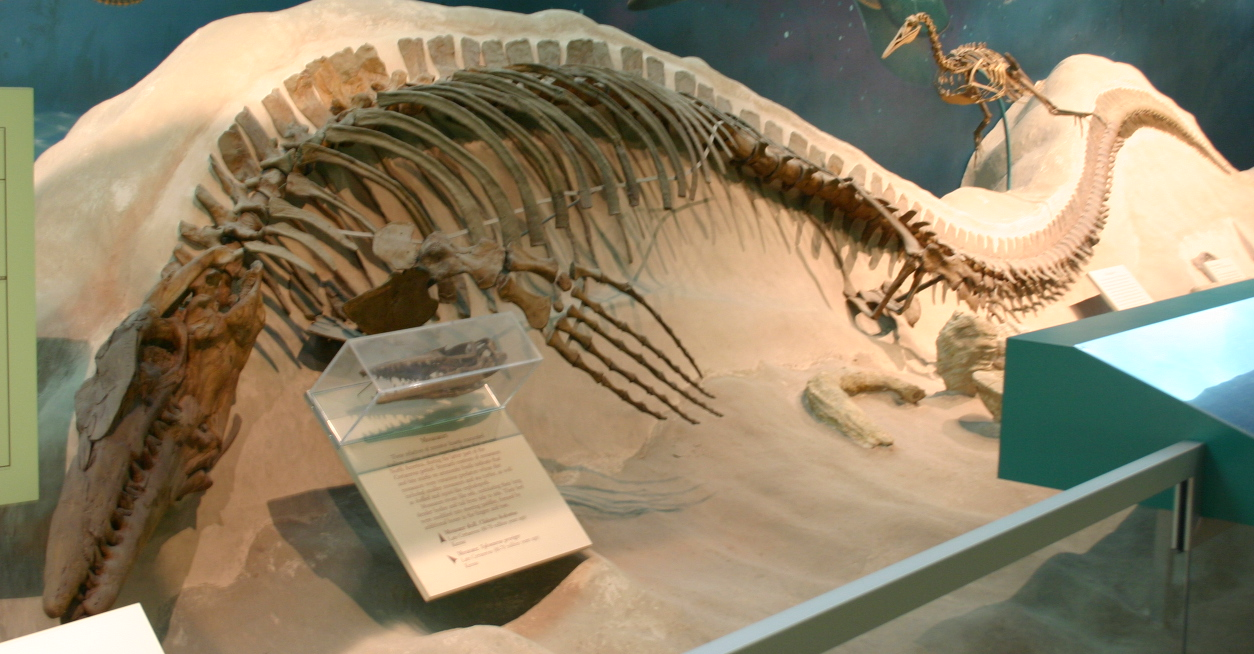
Leptocleidus в Смитсоновском музее.

- Эберхард Фрей, Селин Бачи и Вольфганг Штиннесбек выступили с докладом об останках плиозавра из Арамберри на Европейском семинаре по палеонтологии позвоночных во Флоренции, Италия. Палеонтологи не смогли определить его вид.
- Эверхарт был вынужден отменить планы по осмотру образца тилозавра USNM 8898 и его добычи — поликотилида USNM 9468 — из-за террористических атак 11 сентября.
- Эверхарт наконец-то смог осмотреть образец тилозавра с содержимым желудка — поликотилидом.
- Робин О’Киф публикует серию работ, в которых изучает соотношение сторон ласт плезиозавра и сравнивает их с крыльями птиц, летучих мышей и самолетов. О’Киф пришел к выводу, что длинношеие плезиозавры были пловцами на большие расстояния, в то время как плиозавры были более маневренными.

2002

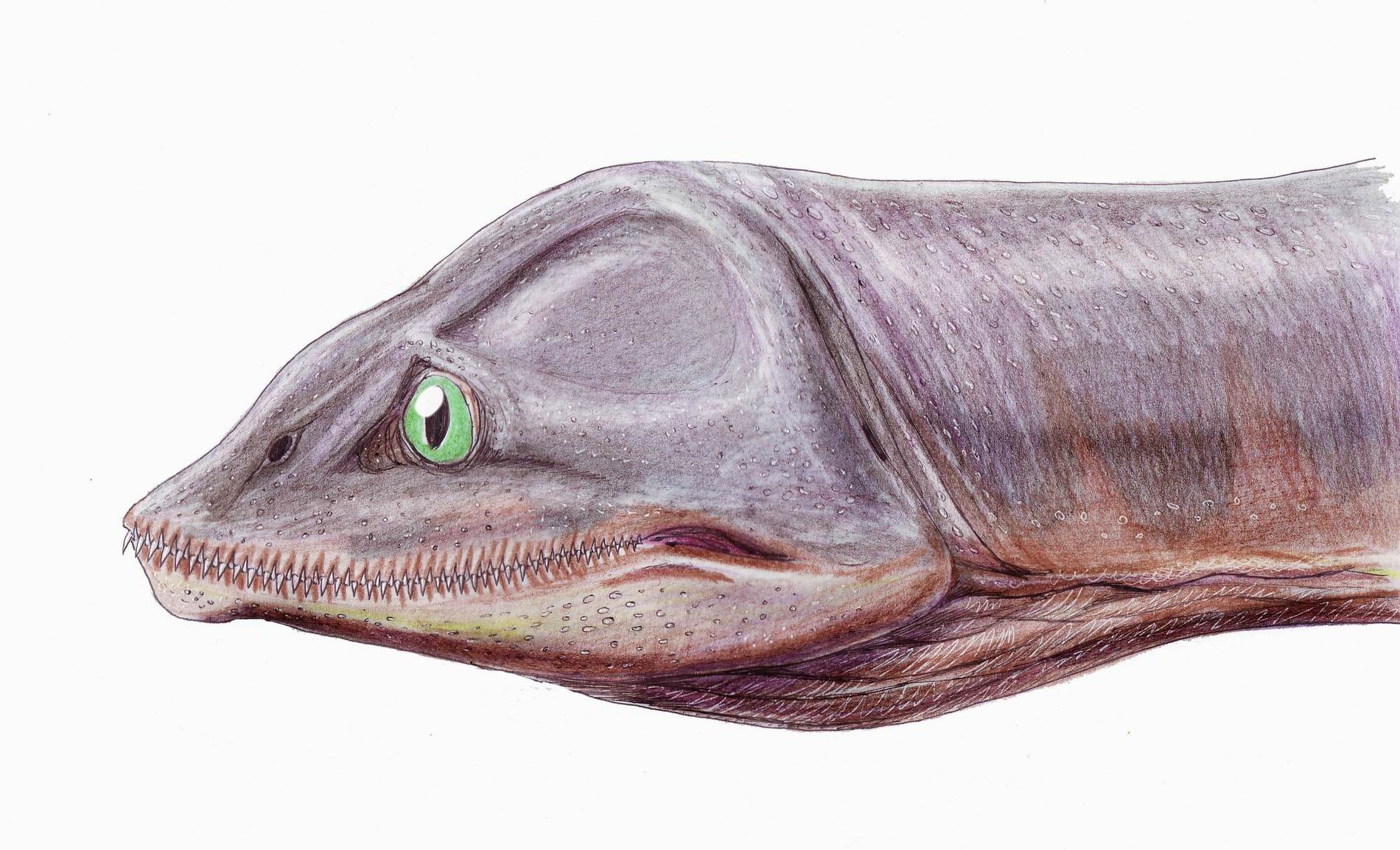
Kaiwhekea

- Сruickshank и Fordyce описали новый вид Kaiwhekea katiki.
- Друкенмиллер описал новый вид Edgarosaurus muddi.
- Майкл Эверхарт изучил FHSM VP-398 и нашел оригинальную записку Штернберга, в которой говорилось, что эти окаменелости были собраны в том же месте, где в 1991 году был обнаружен эласмозавр. Эверхарт понял, что обнаруженные там останки в совокупности представляют большинство костей, отсутствовавших у типового образца эласмозавра. Он предположил, что они могут представлять собой фрагменты, отпавшие от разлагающейся туши эласмозавра во время его плавания, перед окончательным захоронением и окаменением.
- Образец эласмозавра с более чем 600 сопутствующими гастролитами был обнаружен в сланце Пьер в Небраске. В настоящее время образец каталогизирован как UNSM 1111—002.

2003

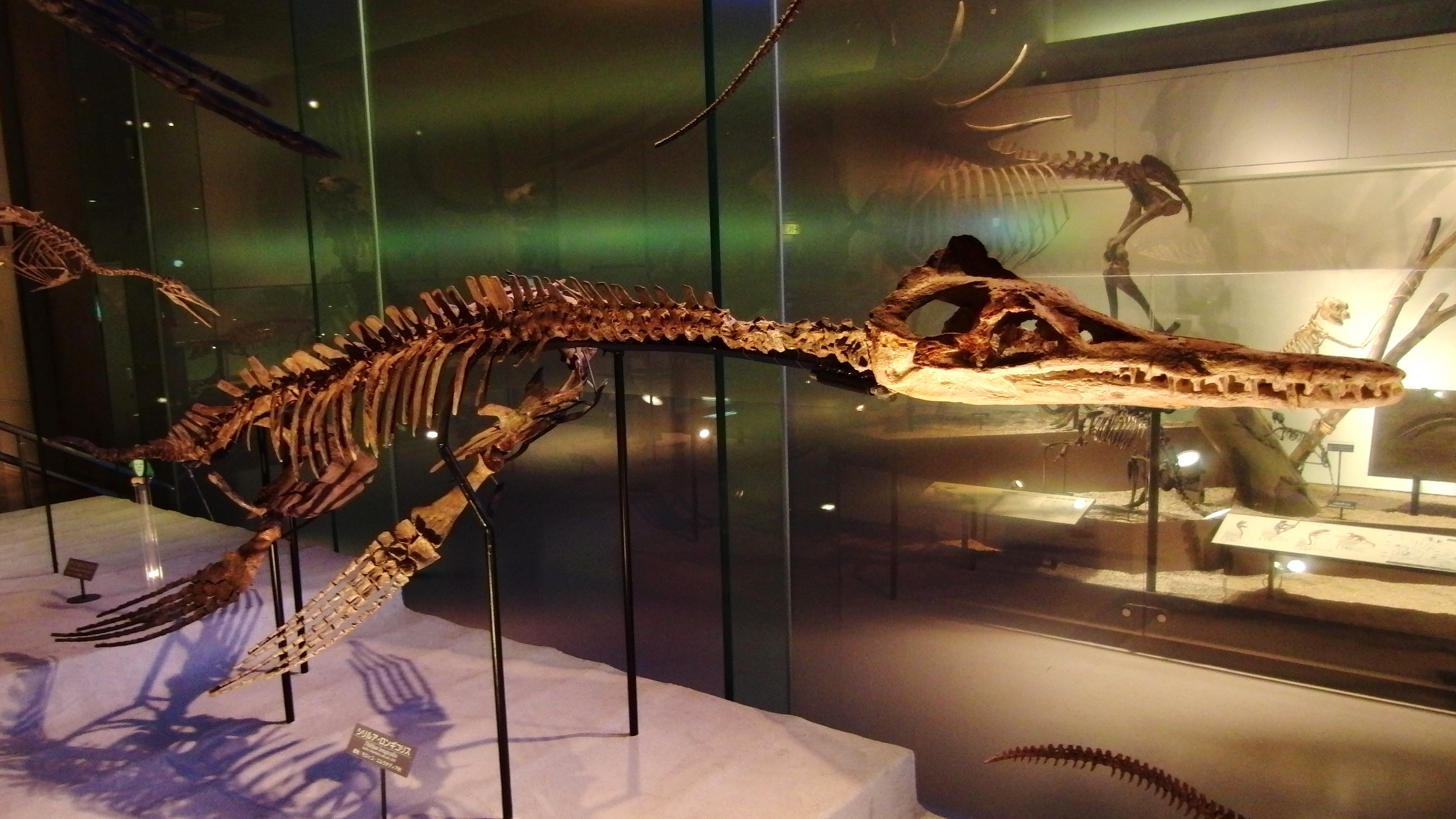
Thililua longicollis

- Университет Небраски руководил раскопками длинношеего скелета плезиозавра на земле местных племен Санти Сиу. Представители племени Санти потребовали, чтобы скелет был установлен и выставлен на всеобщее обозрение с табличкой, подтверждающей, что они являются источником окаменелостей и дали разрешение музею выставить останки. Однако музей заявил, что не может удовлетворить эту просьбу, поскольку у него нет средств на монтаж скелета для демонстрации, а также заявил, что земля, с которой были извлечены окаменелости, находится в «спорном» владении.
- Малдер и другие сообщили о наличии останков эласмозавра в Европе.
- Сато описал новый род и вид Terminonatator ponteixensis. Изучая скелет животного, он обнаружил, что позвоночные диски в шее были плоскими с обеих сторон и плотно прилегали друг к другу. По его оценкам, между этими дисками должно было быть всего около 0,5 см хрящевой прокладки. Эти наблюдения послужили дополнительным доказательством отсутствия гибкости в шее плезиозавра.
- Эверхарт утверждал, вопреки работе Карпентера 1996 года, что поликотилиды присутствовали на протяжении всей существования Западного внутреннего морского пути.
- В конце концов Эверхарт описал частично переваренный частичный череп плезиозавра, обнаруженный им в 1992 году. Это были одни из самых ранних известных окаменелостей плезиозавра в мелу Смоки-Хилл. Впоследствии он пришел к выводу, что животное, частично переварившее останки, вероятно, было акулой.
- Барде и другие описали новый вид Thililua longicollis.

2004

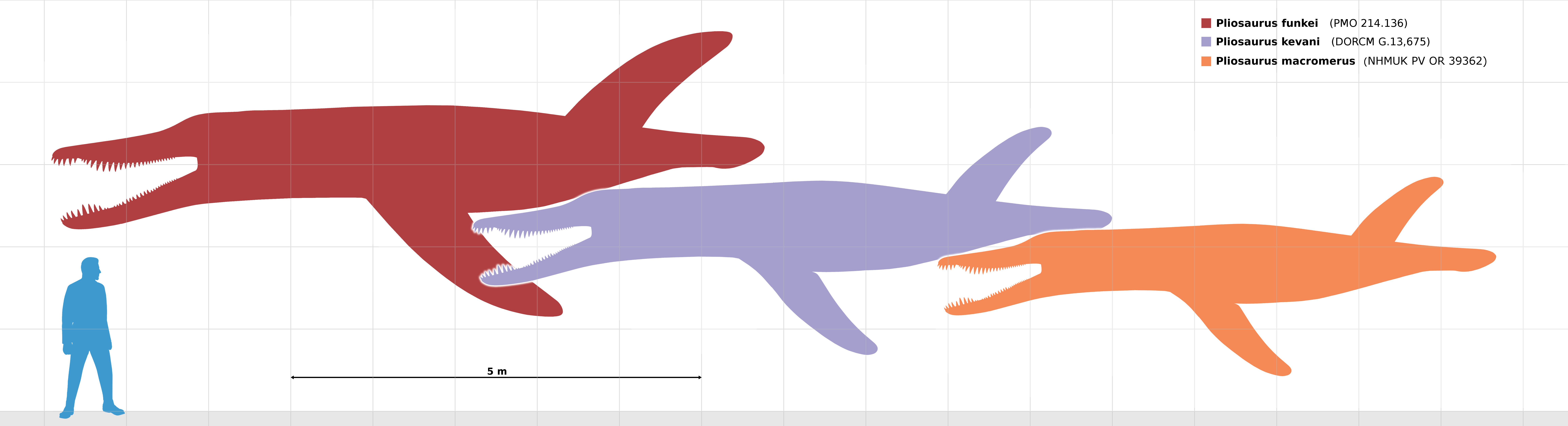
Сравнение размеров плиозавров

- Майкл Эверхарт нашел рассказ Чарльза Х. Стернберга об обнаружении типового образца Elasmosaurus sternbergi в его книге 1932 года. Это позволило Эверхарту проверить географическое и стратиграфическое происхождение образца.
- Эверхарт утверждал, что большее количество дугообразных следов и округлых углублений в гастролитах плезиозавров по сравнению с породами, отложенными древними реками и морскими берегами, свидетельствует об их использовании для расщепления пищи плезиозавров.
- Эверхарт заново описал образец тилозавра USNM 8898 и его обед USNM 9468. Вопреки первоначальной оценке Штернбергом содержимого желудка «огромного плезиозавра» Эверхарт обнаружил, что это был молодой поликотилид длиной всего около 2-2,5 м.
- Ноэ и др. описали новый вид Pliosaurus portentificus.

2005

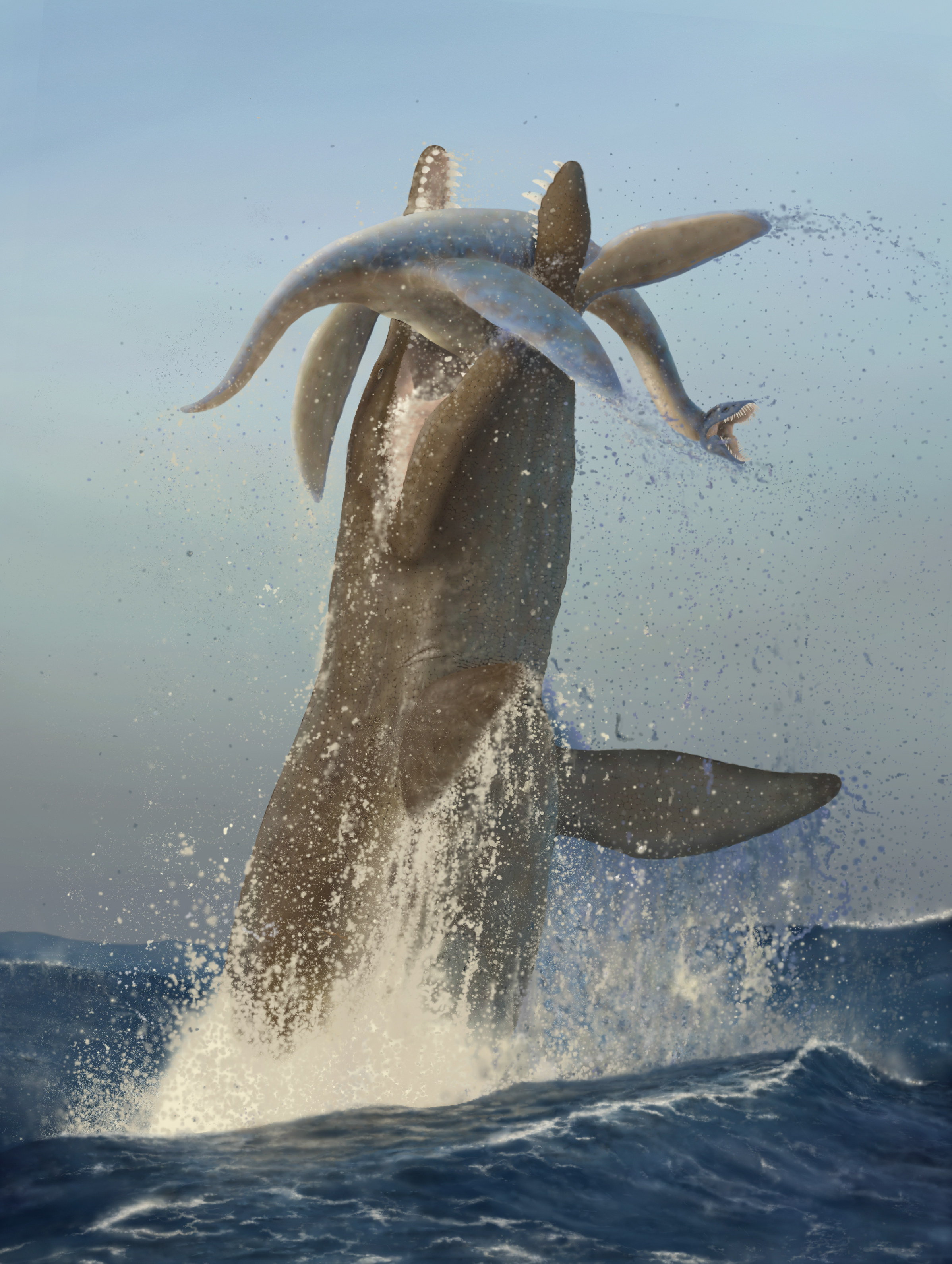
Saúl Velasco Martel, кронозавр атакует эромангазавра

- Сато описал новый вид Dolichorhynchops herschelensis.
- Сакс описал вид, известный сейчас как эромангазавр австралис (Eromangasaurus australis).
- Бучи и др. описали новый вид Manemergus anguirostris.
- Останки плезиозавра, найденные в «Ancient Echoes Interpretive Centre» около Хершела, Саскачеван, совершенно новый вид, Dolichorhynchops herschelensis, доктор Тамаки Сато, японский палеонтолог.

2006
- Череп Futabasaurus suzukii описан Сато и другими в 2006 году.
- Бучи описал новый вид Libonectes atlasense.
- Кир описал новый вид Umoonasaurus demoscyllus.
- Кир описал новый вид Opallionectes andamookaensis.
- Сато и др. описали новый вид Futabasaurus suzukii.

2007
Олбрайт и др. описали новые виды — Eopolycotylus rankini и Palmula quadratus.

### 2010-е
2010
- Андрей Герасимович Сенников и Максим Архангельский описали новый род и вид Alexeyisaurus karnoushenkoi.
- Смит и Винсент описали новый род Meyerasaurus.

2011

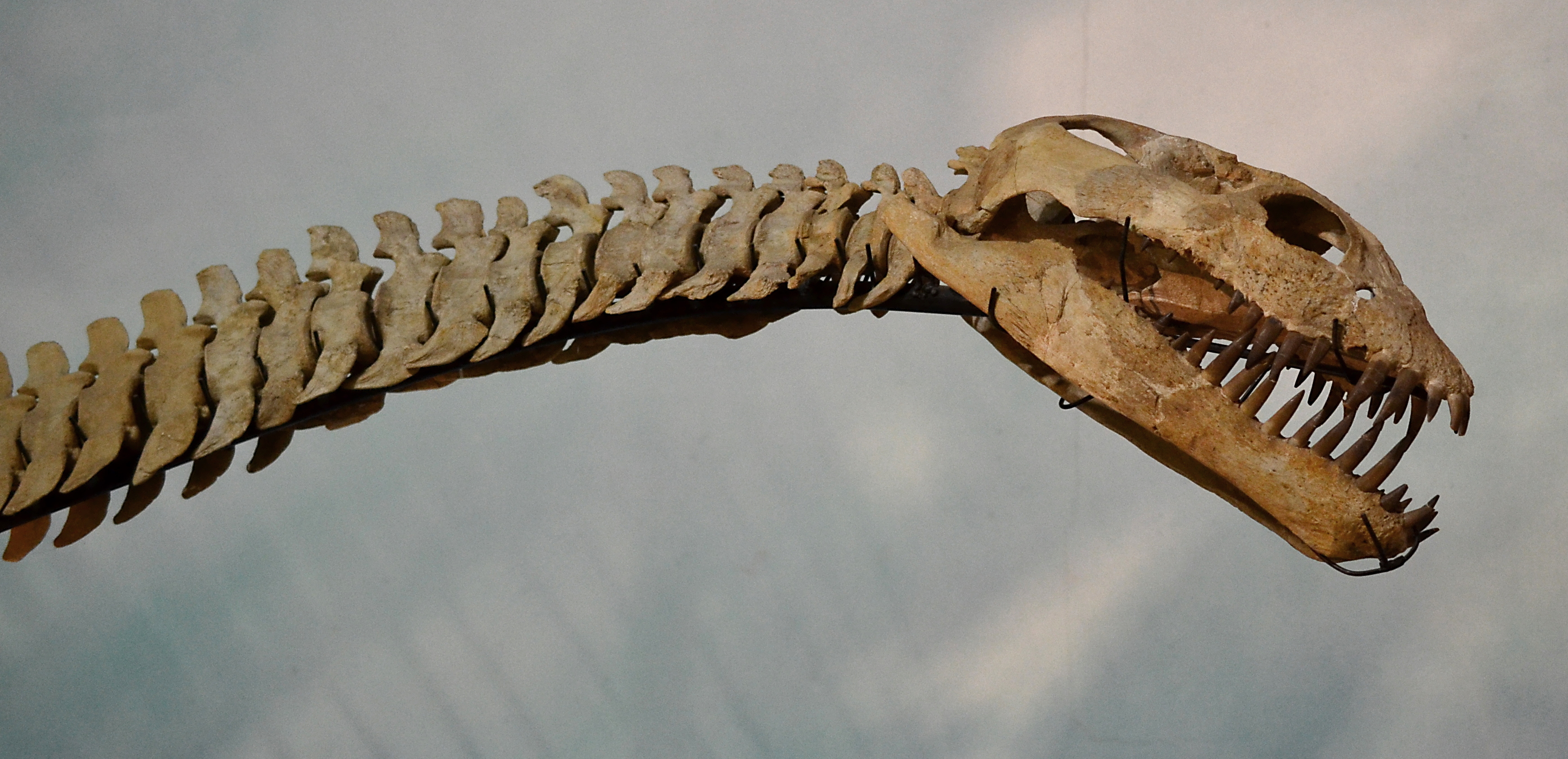
Zarafasaura

- Ф. Робин О’Киф и Луис М. Чиаппе завершили дебаты о размножении плезиозавров, сообщив об обнаружении яйцекладущей самки плезиозавра с единственным крупным эмбрионом, сохранившимся внутри нее. Они пришли к выводу, что, как и морские млекопитающие, но в отличие от многих рептилий, плезиозавры имели репродуктивную стратегию с К-отбором.
- Александр Юрьевич Березин описал новый род и вид Abyssosaurus nataliae.

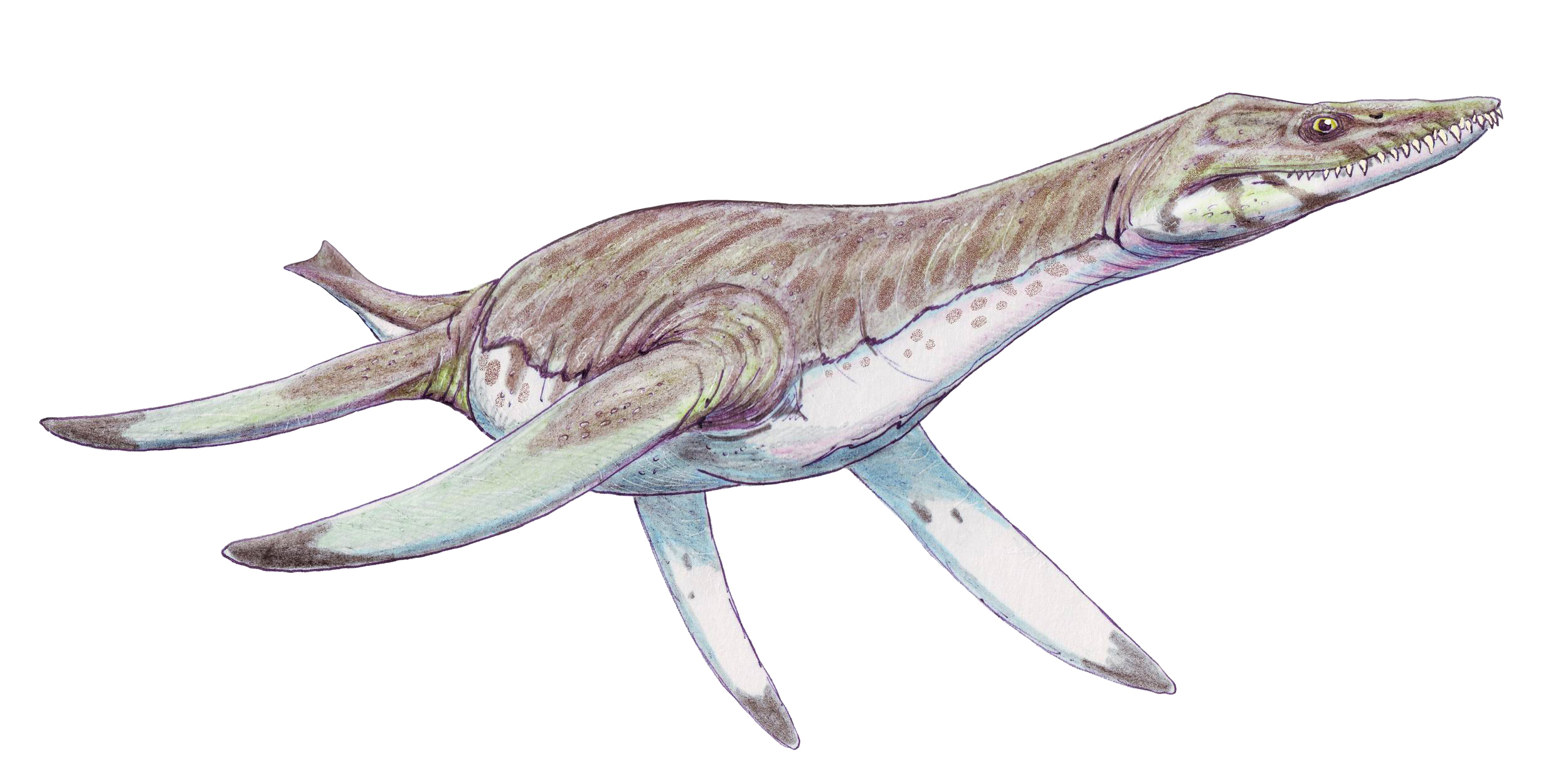
Leptocleidus

- Бенсон и другие описали новый вид Hauffiosaurus tomistomimus.
- Кетчум и Бенсон описали новый род и вид Marmornectes candrewi.
- Шверманн и Сандер описали новый род и вид Westphaliasaurus simonsensii.
- Винсент и другие описали новый род и вид Zarafasaura oceanis.

2012

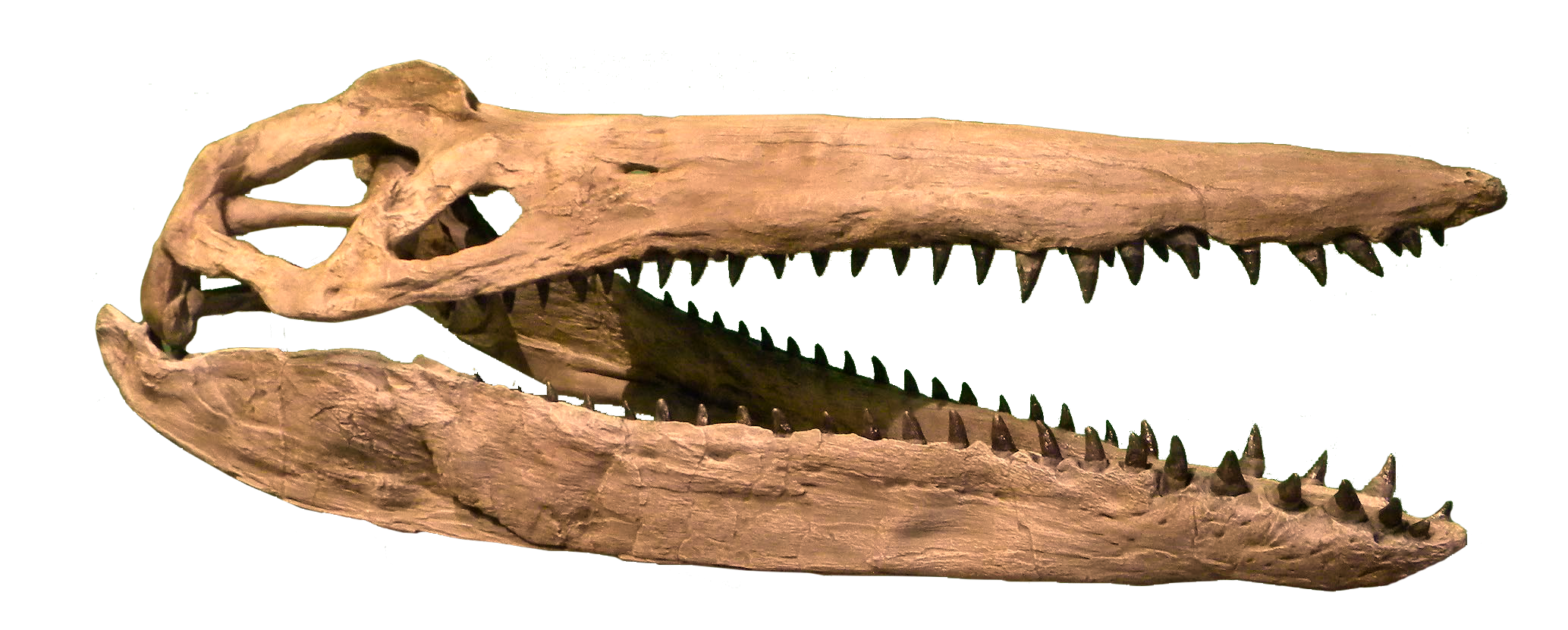
Череп мегацефалозавра

- Кубо, Митчелл и Хендерсон описали новый род и вид Albertonectes vanderveldei.
- Винсент и Бенсон описали новый род и вид Anningasaura lymense.
- Бенсон, Эванс и Друкенмиллер описали новые роды и виды Avalonnectes arturi, Eoplesiosaurus antiquior и Stratesaurus taylori.
- Кнутсен, Друкенмиллер и Хурум описали новый род и вид Djupedalia engeri.
- Маккин описал новый вид Dolichorhynchops tropicensis.
- Смит, Араужу и Матеус описали новый род и вид Lusonectes sauvagei.
- Кнутсен, Друкенмиллер и Хурум описали новый вид Pliosaurus funkei.
- Кнутсен, Друкенмиллер и Хурум описали новый род Spitrasaurus и два вида, S. wensaasi и S. larseni.

2013
- Бенсон и другие описали новый род Hastanectes и новый род и вид Vectocleidus pastorum.
- Винсент, Барде и Маттиоли описали новый род и вид Cryonectes neustriacus.
- Хампе описал новый род и вид Gronausaurus wegneri.
- Шумахер, Карпентер и Эверхарт описали новый род и вид Megacephalosaurus eulerti.
- Бенсон и другие описали новые виды плиозавров P. carpenteri, P. kevani и P. westburyensis

2014
- Отеро и другие описали новый вид Aristonectes quiriquinensis.
- Гаспарини и О’Горман описали новый вид Pliosaurus patagonicus.

2015
- Кау и Фанти описали новый род и вид Anguanax zignoi.
- Смит описал новый род Atychodracon.
- Араужу и другие описали новый род и вид Cardiocorax mukulu.
- О’Горман и другие описали новый род и вид Vegasaurus molyi.
- Исследование моделей замены зубов в ходе онтогенеза у плиозаврид опубликовано Sassoon, Foffa & Marek (2015)

2016
- Отеро и другие описали новый род и вид Alexandronectes zealandiensis.
- О’Горман описал новый род Kawanectes.
- Парамо и другие описали новый род и вид Stenorhynchosaurus munozi.
- Ченг и другие описали новый род Dawazisaurus.
- Клейн и другие описали новый вид Lariosaurus vosseveldensis.
- Владимир Ефимов, Игорь Мелешин и Никифоров описали новый вид Polycotylus sopozkoi.
- Переоценка окаменелостей, приписываемых роду Polyptychodon, опубликована Мадзиа (2016), который считает типовой вид этого рода, P. interruptus, nomen dubium, а род Polyptychodon — мусорным таксоном.
- О’Горман (2016) поставил новый диагноз для Fresnosaurus drescheri и описал дополнительный материал плезиозавра из позднемеловой (маастрихтской) формации Морено (Калифорния, США), который, по его мнению, представляет собой первого аристонектинового плезиозавра из Северного полушария.
- Повторное описание голотипного экземпляра Brancasaurus brancai и исследование филогенетических связей вида опубликовано Sachs, Hornung & Kear (2016), которые считают вид Gronausaurus wegneri младшим синонимом B. brancai.

2017
- Гомес-Перес и Ноэ описали новый род и вид Acostasaurus pavachoquensis.
- Сакс, Хорнунг и Кир описали новый род и вид Lagenanectes richterae.
- Фишер и другие описали новый род и вид Luskhan itilensis.
- Фрей и другие описали новый род и вид Mauriciosaurus fernandezi.
- Серратос, Друкенмиллер и Бенсон описали новый род и вид Nakonanectes bradti.
- Винтрих и другие описали новый род и вид Rhaeticosaurus mertensi.
- Смит и Араужу описали новый род и вид Thaumatodracon wiedenrothi.
- Исследование механизмов, отвечающих за количество позвонков и их регионализацию во время эмбрионального развития, опубликовано Лаурой Соул и Роджером Бенсоном[8].
- Исследование функции длинной шеи у плезиозавров, на которую указывает анатомия шеи, опубликовано Лесли Ноэ, Майклом Тейлором и Марселой Гомез-Перез[9].
- Исследование больших парных отверстий в шейных позвонках плезиозавров и их значения для выводов об анатомии сосудистой системы в шее плезиозавров опубликовано Таньей Уинтрич, Мартином Скаалом и Мартином Сандером[10].
- Исследование способа плавания плезиозавров опубликовано Люком Мускуттом[11].
- Оценка полноты ископаемой летописи плезиозавров опубликована Сэмьюлом Тутиным и Ричардом Батлером.[12]
- Описание нового экземпляра Colymbosaurus svalbardensis из титонско-берриасской формации Агардфьеллет (Шпицберген, Норвегия), переоценка диагностических признаков вида и исследование его филогенетических связей опубликованы Обри Робертс и др[13].
- Исследование цикла формирования зубов у эласмозавровых плезиозавров опубликовано Бенджамином Кэром и др[14].
- Повторное описание голотипного экземпляра Tuarangisaurus keyesi и исследование филогенетических связей вида опубликовано Хосе О`Горманом[15]
- Исследование анатомии позвонка Vegasaurus molyi и его последствий для анатомии нервной системы вида опубликовано О`Горманом и др[16].
- Исследование скелетной морфологии и гистологии перинатального образца аристонектинового плезиозавра, извлеченного из формации Лопес-де-Бертодано (остров Сеймур, Антарктида), опубликовано O’Gorman, Talevi & Fernández[17].
- Повторное описание анатомии голотипного черепа Morturneria seymourensis опубликовано O’Keefe et al[18].
- Переоценка и исследование филогенетических связей Mauisaurus опубликованы Hiller et al[19].
- Libonectes atlasense заново описан Sachs & Kear (2017), которые считают этот вид вероятным синонимом Libonectes morgani[20].
- Из позднемеловой (поздний маастрихт) формации Лопес-де-Бертодано (Антарктида) О’Горман и Кориа (2017) описали образец эласмозаврида, близкородственного Vegasaurus molyi, Kawanectes lafquenianum, Morenosaurus stocki и Aristonectes, и назвали новую кладу эласмозаврид Weddellonectia[21].

2018
- Сакс и Кир описали новый род и вид Arminisaurus schuberti.
- О’Горман, Гаспарини и Спаллетти описали новый вид Pliosaurus almanzaensis.
- Парамо-Фонсека, Бенавидес-Кабра и Гутьеррес описали новый род и вид Sachicasaurus vitae[22].
- Де Мигель Чавес, Ортега и Перес-Гарсия описали новый род и вид Paludidraco multidentatus[23].
- Исследование, направленное на оценку скорости метаболизма и темпов роста костей у эозавроптеригиев, особенно у плезиозавров, опубликовано Fleischle, Wintrich & Sander[24].
- Исследование изменчивости морфологии черепа у Simosaurus gaillardoti опубликовано de Miguel Chaves, Ortega & Pérez-García[25].
- Неполная нижняя челюсть крупнотелого хищного плезиозавра описана из нижнемеловой (барремской) формации Дайстер (Германия) Саксом и др[26].
- Первый юрский плезиозавр из Антарктиды описан из верхнеюрской формации Амегино (= Норденшельд) (Антарктический полуостров) О’Горманом и др[27].
- Морфологически разнообразные зубы плиозаврид описаны из верхнеюрского (титонского) периода бассейна реки Хета (Восточная Сибирь, Россия) и нижнемелового (берриасского и валанжинского) периода Поволжья (европейская часть России) Николаем Зверьковым и др., которые утверждают, что их находки опровергают гипотезу о том, что только одна линия плиозаврид пересекла границу юрского и мелового периодов[28].
- Полная нижняя челюсть Kronosaurus queenslandicus описана Холландом (Holland, 2018) из альбского Allaru Mudstone (Австралия)[29].
- Описание костей черепа Abyssosaurus nataliae из мелового (хаутеривского) периода Чувашии (Россия) опубликовано А. Ю. Березиным, который также пересматривает описание вида[30].
- Исследование образца Cryptoclidus eurymerus из средней юры (келловей) Питерборо (Великобритания), у которого левая передняя конечность была повреждена хищником и который потерял способность ей двигать, но выжил, опубликовано Rothschild, Clark & Clark, которые также оценивают последствия этого образца для различных гипотез о движении плезиозавра[31].

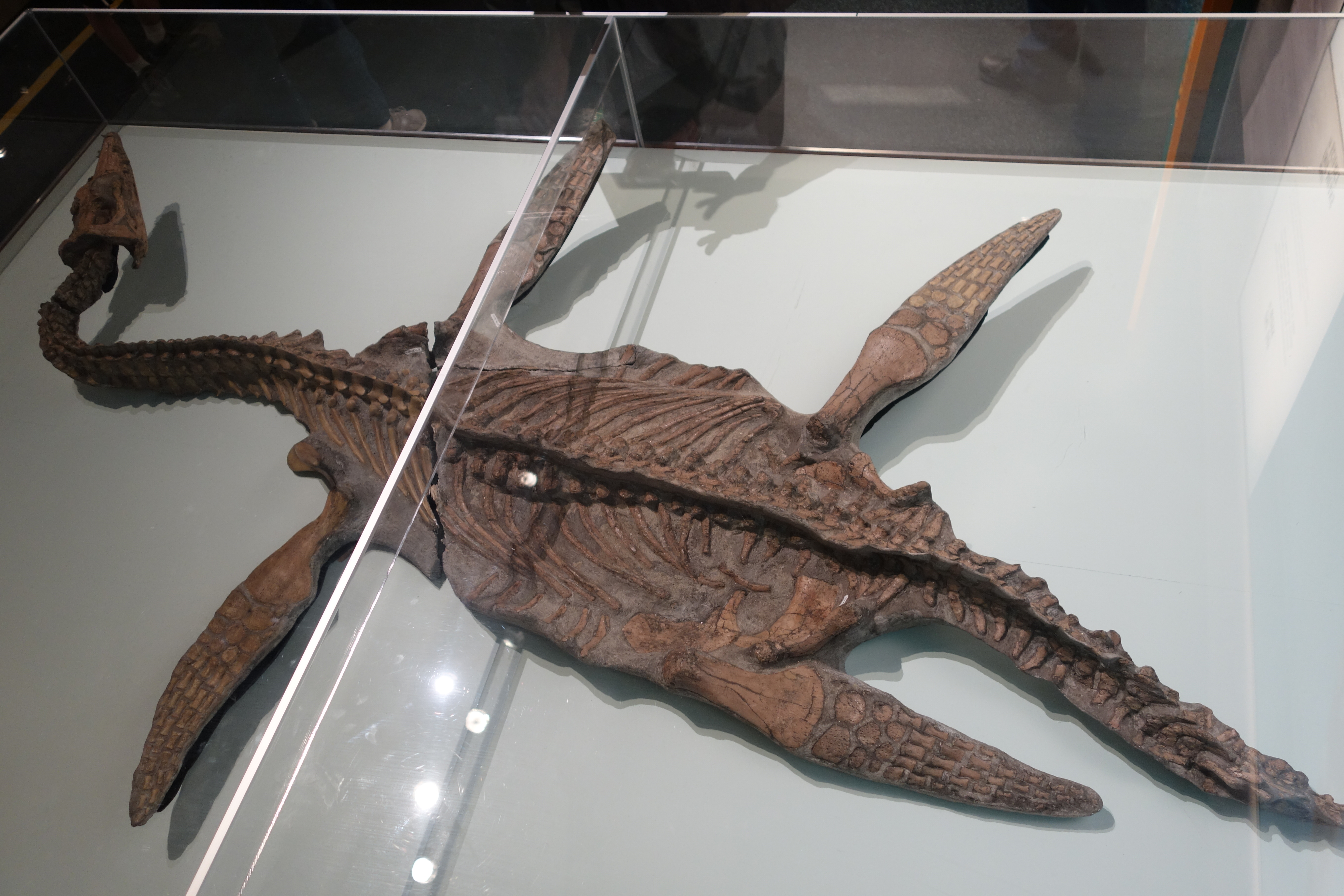
Слепок николлозавра в канадском музее «Royal Tyrrell» показывает удивительную степень сохранности образца

- Исследование диапазона движения шеи исключительно сохранившегося экземпляра Nichollssaura borealis опубликовано Nagesan, Henderson & Anderson[32].

- Исследование морфологии Thililua longicollis и филогенетических отношений членов семейства Polycotylidae опубликовано Fischer et al. (2018), которые называют новый кладе Occultonectia[33].
- Два новых экземпляра плезиозавров, включая особь вида Libonectes morgani (известного по ископаемым Северной Америки), описаны из верхнемеловых (туронских) отложений Гульмимы (Марокко) Аллемандом и др[34].
- Описание черепа и частичного посткраниального скелета молодого эласмозаврида из верхнемеловой формации Тахора (Новая Зеландия), отнесенного к виду Tuarangisaurus keyesi, опубликовано Otero et al[35].
- Николай Зверьков, Алекснадр Аверьянов и Евгений Попов описали из верхнемеловой (нижний кампан) формации Рыбушка (Россия) исключительно хорошо сохранившуюся базу черепа эласмозаврид, дающий новую информацию об анатомии черепа эласмозаврид[36].
- Повторное описание Aristonectes quiriquinensis, содержащее новую информацию об анатомии этого вида, опубликовано Otero, Soto-Acuña & O’Кeefe[37].
- Краниальный материал неаристонектинового эласмозаврового плезиозавра описан из верхнемеловой (маастрихтской) породы мыса Лэмб формации острова Сноу-Хилл (остров Вега, Антарктида) O’Gorman et al[38].
- Новый экземпляр эласмозаврида описан из верхних маатрихтских горизонтов формации Лопес-де-Бертодано (Антарктида) О’Горманом и др. (2018), представляющий собой один из самых молодых неаристонектиновых клиноделонектиновых эласмозаврид из Антарктиды, о которых сообщалось до сих пор, документирующий присутствие по крайней мере двух различных неаристонектиновых эласмозаврид в Антарктиде в позднем маастрихте и подтверждающий сосуществование аристонектиновых и неаристонектиновых эласмозаврид в Антарктиде до конца мелового периода[39].
- Повторное описание голотипа Styxosaurus snowii и исследование филогенетических связей этого вида опубликовано в Sachs, Lindgren & Kear[40].

2019
- Джудит Сассун сообщает о патологических сращениях шейных позвонков у четырех экземпляров плезиозавра из разных геологических горизонтов[41].
- Исследование морфологии зубов и черепа Megacephalosaurus eulerti и их значения для оценки филогенетических связей этого вида опубликовано Madzia, Sachs & Lindgren[42].

Скелет Dolichorhynchops bonneri в Центре Исследований Динозавров Роки Маунтин в Вудланд Парке, США

- Кесада и др. описывают новые ископаемые плезиозавры из барремского уровня формации Аркильяс-де-Морелла (Испания), включая первую окаменелость Leptocleididae, обнаруженную на Пиренейском полуострове[43].
- Исследование морфологии черепа двух экземпляров Dolichorhynchops bonneri из сланца Пьерр в Южной Дакоте, а также филогенетических связей этого вида опубликовано Morgan & O’Keefe[44].
- Исследование гистологии костей и онтогенеза яйцеживородящего экземпляра Polycotylus latipinnus, выставленного в Музее естественной истории округа Лос-Анджелес, и его последствий для интерпретации гистологической серии роста Dolichorhynchops bonneri опубликовано О’Кифом и др[45].

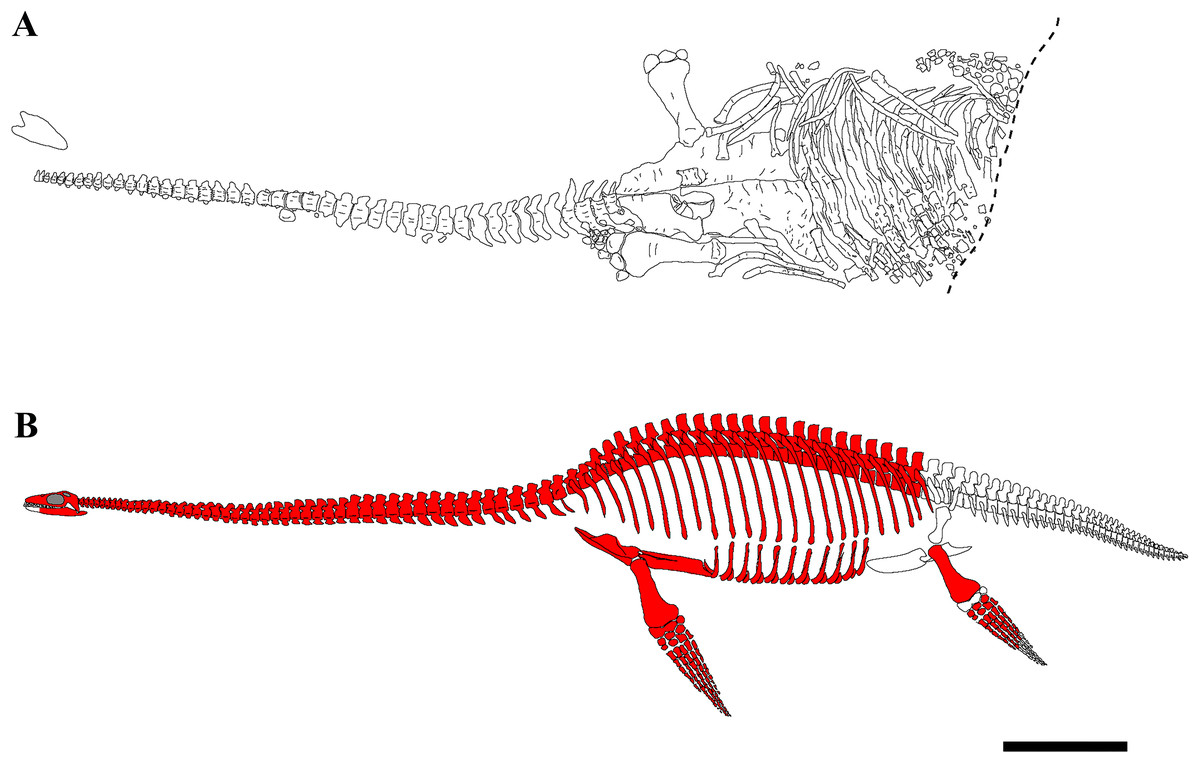
Схема обнаруженного скелета Ophthalmothule, выполненная Обри Робертс

- Череп и шейные кости эласмозаврида из сеноманской формации Хегуси (Япония) описаны Уцуномия (Utsunomiya, 2019). Это древнейший подтверждённый эласмозаврид в Японии и в Восточной Азии[46].
- Páramo Fonseca и другие описали новый род и вид Leivanectes bernardoi[47].
- Пегги Винсент и Гленн Сторрс описали новый род и вид Lindwurmia thiuda[48].
- Винсент и другие описали новый вид Microcleidus melusinae[49].

### 2020-е
2020
- Обри Робертс и другие описали новый род и вид Ophthalmothule cryostea[50].

2023
- Sachs, Madzia и др. выделили Simolestes keileni в новый род Lorrainosaurus[51].
- Кларк и коллеги описали новый род и вид Unktaheela specta, выделили «Dolichorhynchops» bonneri в новый род Martinectes, а «Dolichorhynchops» tropicensis — в новый род Scalamagnus[52].

2024
- Sachs, Eggmaier и Madzia описали новый вид и род плезиозавроидных плезиозавров Franconiasaurus brevispinus из тоарских отложений Германии[53].

## Список примечаний
1. 1 2 3 4 5 6 7 8  Richard Ellis. Sea dragons : predators of the prehistoric oceans. — Lawrence, Kan.: University Press of Kansas, 2003. — xii, 313 pages с. — ISBN 0-7006-1269-6, 978-0-7006-1269-7, 0-7006-1394-3, 978-0-7006-1394-6.
2. ↑  F. R. O'Keefe, L. M. Chiappe. Viviparity and K-Selected Life History in a Mesozoic Marine Plesiosaur (Reptilia, Sauropterygia) // Science. — 2011-08-01. — Т. 333. — С. 870. — ISSN 0036-8075. — doi:10.1126/science.1205689. Архивировано 14 августа 2022 года.
3. ↑  For the mythical creatures as Thunder Birds and Water Monsters, see Mayor (2005); «The Stone Medicine Bone, Pawnee Territory», page 178. For plesiosaurs as a specific source of these legends, see «Cheyenne Fossil Knowledge», page 211
4. ↑  Stukeley, W. (1719). «An account of the impression of the almost entire sceleton of a large animal in a very hard stone, lately presented the Royal Society, from Nottinghamshire». Philosophical Transactions. 30 (360): 963—968. doi:10.1098/rstl.1717.0053. S2CID 186213629
5. ↑  Storrs (1997); "Remarks: ", pages 150—151
6. ↑  Adam Stuart Smith. [https://plesiosauria.com/final_thesis/smith_phd_2007.pdf Anatomy and Systematics of the
Rhomaleosauridae (Sauropterygia:
Plesiosauria)] / Dr Gareth J. Dyke. — Dublin, Ireland: School of Biology and Environmental Science, University College Dublin, 2007. Архивировано 11 декабря 2022 года.
7. 1 2 3 4  Everhart, Michael J. (2005). Oceans Of Kansas: A Natural History Of The Western Interior Sea. Life of the Past. Bloomington: Indiana University Press. p. 322.
8. ↑  Laura C. Soul, Roger B. J. Benson. Developmental mechanisms of macroevolutionary change in the tetrapod axis: A case study of Sauropterygia: SAUROPTERYGIAN AXIAL MACROEVOLUTION (англ.) // Evolution. — 2017-05. — Vol. 71, iss. 5. — P. 1164–1177. — doi:10.1111/evo.13217. Архивировано 31 января 2023 года.
9. ↑  Leslie Noe, Michael Taylor, Marcela Gómez-Pérez. An integrated approach to understanding the role of the long neck in plesiosaurs // Acta Palaeontologica Polonica. — 2017. — Т. 62. — doi:10.4202/app.00334.2016. Архивировано 31 января 2023 года.
10. ↑  Tanja Wintrich, Martin Scaal, P. Martin Sander. Foramina in plesiosaur cervical centra indicate a specialized vascular system (англ.) // Fossil Record. — 2017-12-19. — Vol. 20, iss. 2. — P. 279–290. — ISSN 2193-0074. — doi:10.5194/fr-20-279-2017. Архивировано 31 января 2023 года.
11. ↑  Luke E. Muscutt, Gareth Dyke, Gabriel D. Weymouth, Darren Naish, Colin Palmer, Bharathram Ganapathisubramani. The four-flipper swimming method of plesiosaurs enabled efficient and effective locomotion (англ.) // Proceedings of the Royal Society B: Biological Sciences. — 2017-08-30. — Vol. 284, iss. 1861. — P. 20170951. — ISSN 1471-2954 0962-8452, 1471-2954. — doi:10.1098/rspb.2017.0951. Архивировано 31 января 2023 года.
12. ↑  Samuel Tutin, Richard Butler. The completeness of the fossil record of plesiosaurs, marine reptiles from the Mesozoic // Acta Palaeontologica Polonica. — 2017. — Т. 62. — doi:10.4202/app.00355.2017. Архивировано 31 января 2023 года.
13. ↑  Aubrey J. Roberts, Patrick S. Druckenmiller, Lene L. Delsett, Jørn H. Hurum. Osteology and relationships of Colymbosaurus Seeley, 1874, based on new material of C. svalbardensis from the Slottsmøya Member, Agardhfjellet Formation of central Spitsbergen (англ.) // Journal of Vertebrate Paleontology. — 2017-01-02. — Vol. 37, iss. 1. — P. e1278381. — ISSN 1937-2809 0272-4634, 1937-2809. — doi:10.1080/02724634.2017.1278381. Архивировано 31 января 2023 года.
14. ↑  Benjamin P. Kear, Dennis Larsson, Johan Lindgren, Martin Kundrát. Exceptionally prolonged tooth formation in elasmosaurid plesiosaurians (англ.) // PLOS ONE  / Matt Friedman. — 2017-02-27. — Vol. 12, iss. 2. — P. e0172759. — ISSN 1932-6203. — doi:10.1371/journal.pone.0172759.
15. ↑  José P. O'Gorman, Rodrigo A. Otero, Norton Hiller, John Simes, Marianna Terezow. Redescription of Tuarangisaurus keyesi (Sauropterygia; Elasmosauridae), a key species from the uppermost Cretaceous of the Weddellian Province: Internal skull anatomy and phylogenetic position (англ.) // Cretaceous Research. — 2017-03. — Vol. 71. — P. 118–136. — doi:10.1016/j.cretres.2016.11.014. Архивировано 14 марта 2023 года.
16. ↑  José P. O'Gorman, Marta S. Fernández. Neuroanatomy of the vertebral column of Vegasaurus molyi (Elasmosauridae) with comments on the cervico-dorsal limit in plesiosaurs (англ.) // Cretaceous Research. — 2017-05. — Vol. 73. — P. 91–97. — doi:10.1016/j.cretres.2016.11.018. Архивировано 27 марта 2021 года.
17. ↑  José P. O’Gorman, Marianella Talevi, Marta S. Fernández. Osteology of a perinatal aristonectine (Plesiosauria; Elasmosauridae) (англ.) // Antarctic Science. — 2017-02. — Vol. 29, iss. 1. — P. 61–72. — ISSN 1365-2079 0954-1020, 1365-2079. — doi:10.1017/S0954102016000365.
18. ↑  F. Robin O'Keefe, Rodrigo A. Otero, Sergio Soto-Acuña, Jose P. O'gorman, Stephen J. Godfrey, Sankar Chatterjee. Cranial anatomy of Morturneria seymourensis from Antarctica, and the evolution of filter feeding in plesiosaurs of the Austral Late Cretaceous (англ.) // Journal of Vertebrate Paleontology. — 2017-07-04. — Vol. 37, iss. 4. — P. e1347570. — ISSN 1937-2809 0272-4634, 1937-2809. — doi:10.1080/02724634.2017.1347570. Архивировано 31 января 2023 года.
19. ↑  Norton Hiller, José P. O’Gorman, Rodrigo A. Otero, Al A. Mannering. A reappraisal of the Late Cretaceous Weddellian plesiosaur genus Mauisaurus Hector, 1874 (англ.) // New Zealand Journal of Geology and Geophysics. — 2017-04-03. — Vol. 60, iss. 2. — P. 112–128. — ISSN 1175-8791 0028-8306, 1175-8791. — doi:10.1080/00288306.2017.1281317. Архивировано 31 января 2023 года.
20. ↑  Sven Sachs, Benjamin P. Kear. Redescription of the elasmosaurid plesiosaurian Libonectes atlasense from the Upper Cretaceous of Morocco (англ.) // Cretaceous Research. — 2017-06. — Vol. 74. — P. 205–222. — doi:10.1016/j.cretres.2017.02.017. Архивировано 23 октября 2022 года.
21. ↑  José P. O’Gorman, Rodolfo A. Coria. A new elasmosaurid specimen from the upper Maastrichtian of Antarctica: new evidence of a monophyletic group of Weddellian elasmosaurids (англ.) // Alcheringa: An Australasian Journal of Palaeontology. — 2017-04-03. — Vol. 41, iss. 2. — P. 240–249. — ISSN 1752-0754 0311-5518, 1752-0754. — doi:10.1080/03115518.2016.1224318. Архивировано 31 января 2023 года.
22. ↑  María Eurídice Páramo-Fonseca, Cristian David Benavides-Cabra, Ingry Esmirna Gutiérrez. A new large Pliosaurid from the Barremian (Lower Cretaceous) of Sáchica, Boyacá, Colombia // Earth Sciences Research Journal. — 2018-10-01. — Т. 22, вып. 4. — С. 223–238. — ISSN 1794-6190 2339-3459, 1794-6190. — doi:10.15446/esrj.v22n4.69916. Архивировано 31 января 2023 года.
23. ↑  Carlos de Miguel Chaves, Francisco Ortega, Adán Pérez-García. New highly pachyostotic nothosauroid interpreted as a filter-feeding Triassic marine reptile (англ.) // Biology Letters. — 2018-08. — Vol. 14, iss. 8. — P. 20180130. — ISSN 1744-957X 1744-9561, 1744-957X. — doi:10.1098/rsbl.2018.0130. Архивировано 31 января 2023 года.
24. ↑  Corinna V. Fleischle, Tanja Wintrich, P. Martin Sander. Quantitative histological models suggest endothermy in plesiosaurs (англ.) // PeerJ. — 2018-06-06. — Vol. 6. — P. e4955. — ISSN 2167-8359. — doi:10.7717/peerj.4955. Архивировано 11 декабря 2022 года.
25. ↑  Carlos de Miguel Chaves, Francisco Ortega, Adán Perez Garcia. Cranial variability of the European Middle Triassic sauropterygian Simosaurus gaillardoti // Acta Palaeontologica Polonica. — 2018. — Т. 63. — doi:10.4202/app.00471.2018. Архивировано 31 января 2023 года.
26. ↑  Sven Sachs*, Jahn J. Hornung, Jens N. Lallensack, Benjamin P. Kear. First evidence of a large predatory plesiosaurian from the Lower Cretaceous non-marine ‘Wealden facies’ deposits of northwestern Germany (англ.) // Alcheringa: An Australasian Journal of Palaeontology. — 2018-10-02. — Vol. 42, iss. 4. — P. 501–508. — ISSN 1752-0754 0311-5518, 1752-0754. — doi:10.1080/03115518.2017.1373150. Архивировано 31 января 2023 года.
27. ↑  Jose P. O’Gorman, Soledad Gouiric-Cavalli, Roberto A. Scasso, Marcelo. Reguero, Juan J. Moly, Leonel Acosta-Burlaille. A Late Jurassic plesiosaur in Antarctica: Evidence of the dispersion of marine fauna through the Trans-Erythraean Seaway? (англ.) // Comptes Rendus Palevol. — 2018-03. — Vol. 17, iss. 3. — P. 158–165. — doi:10.1016/j.crpv.2017.10.005. Архивировано 14 июля 2020 года.
28. ↑  Nikolay G. Zverkov, Valentin Fischer, Daniel Madzia, Roger B.J. Benson. Increased pliosaurid dental disparity across the Jurassic-Cretaceous transition (англ.) // Palaeontology  / Philip Mannion. — 2018-11. — Vol. 61, iss. 6. — P. 825–846. — doi:10.1111/pala.12367. Архивировано 31 января 2023 года.
29. ↑  Timothy Holland. The mandible of Kronosaurus queenslandicus Longman, 1924 (Pliosauridae, Brachaucheniinae), from the Lower Cretaceous of northwest Queensland, Australia (англ.) // Journal of Vertebrate Paleontology. — 2018-09-03. — Vol. 38, iss. 5. — P. e1511569. — ISSN 1937-2809 0272-4634, 1937-2809. — doi:10.1080/02724634.2018.1511569. Архивировано 31 января 2023 года.
30. ↑  A. Yu. Berezin. Craniology of the Plesiosaur Abyssosaurus nataliae Berezin (Sauropterygia, Plesiosauria) from the Lower Cretaceous of the Central Russian Platform (англ.) // Paleontological Journal. — 2018-05. — Vol. 52, iss. 3. — P. 328–341. — ISSN 1555-6174 0031-0301, 1555-6174. — doi:10.1134/S0031030118030036.
31. ↑  Bruce Rothschild, Neil Clark, Clare Clark. Evidence for survival in a Middle Jurassic plesiosaur with a humeral pathology: What can we infer of plesiosaur behaviour? // Palaeontologia Electronica. — 2018. — С. 1–11. — doi:10.26879/719. Архивировано 4 декабря 2022 года.
32. ↑  Ramon S. Nagesan, Donald M. Henderson, Jason S. Anderson. A method for deducing neck mobility in plesiosaurs, using the exceptionally preserved Nichollssaura borealis (англ.) // Royal Society Open Science. — 2018-08. — Vol. 5, iss. 8. — P. 172307. — ISSN 2054-5703. — doi:10.1098/rsos.172307. Архивировано 31 января 2023 года.
33. ↑  V. Fischer, R. B. J. Benson, P. S. Druckenmiller, H. F. Ketchum, N. Bardet. The evolutionary history of polycotylid plesiosaurians (англ.) // Royal Society Open Science. — 2018-03. — Vol. 5, iss. 3. — P. 172177. — ISSN 2054-5703. — doi:10.1098/rsos.172177. Архивировано 31 января 2023 года.
34. ↑  Rémi Allemand, Nathalie Bardet, Alexandra Houssaye, Peggy Vincent. New plesiosaurian specimens (Reptilia, Plesiosauria) from the Upper Cretaceous (Turonian) of Goulmima (Southern Morocco) (англ.) // Cretaceous Research. — 2018-02. — Vol. 82. — P. 83–98. — doi:10.1016/j.cretres.2017.09.017. Архивировано 3 марта 2022 года.
35. ↑  Rodrigo A. Otero, José P. O'Gorman, William L. Moisley, Marianna Terezow, Joseph A.W. McKee. A juvenile Tuarangisaurus keyesi Wiffen and Moisley 1986 (Plesiosauria, Elasmosauridae) from the Upper Cretaceous of New Zealand, with remarks on its skull ontogeny (англ.) // Cretaceous Research. — 2018-05. — Vol. 85. — P. 214–231. — doi:10.1016/j.cretres.2017.09.007. Архивировано 26 июня 2018 года.
36. ↑  Nikolay G. Zverkov, Alexander O. Averianov, Evgeny V. Popov. Basicranium of an elasmosaurid plesiosaur from the Campanian of European Russia (англ.) // Alcheringa: An Australasian Journal of Palaeontology. — 2018-10-02. — Vol. 42, iss. 4. — P. 528–542. — ISSN 1752-0754 0311-5518, 1752-0754. — doi:10.1080/03115518.2017.1302508. Архивировано 31 января 2023 года.
37. ↑  Rodrigo A. Otero, Sergio Soto-Acuña, Frank R. O'keefe. Osteology of Aristonectes quiriquinensis (Elasmosauridae, Aristonectinae) from the upper Maastrichtian of central Chile (англ.) // Journal of Vertebrate Paleontology. — 2018-01-02. — Vol. 38, iss. 1. — P. e1408638. — ISSN 1937-2809 0272-4634, 1937-2809. — doi:10.1080/02724634.2017.1408638. Архивировано 31 января 2023 года.
38. ↑  José P. O'Gorman, Rodolfo A. Coria, Marcelo Reguero, Sergio Santillana, Thomas Mörs, Magalí Cárdenas. The first non-aristonectine elasmosaurid (Sauropterygia; Plesiosauria) cranial material from Antarctica: New data on the evolution of the elasmosaurid basicranium and palate (англ.) // Cretaceous Research. — 2018-09. — Vol. 89. — P. 248–263. — doi:10.1016/j.cretres.2018.03.013. Архивировано 14 марта 2023 года.
39. ↑  José P. O’Gorman, Karen M. Panzeri, Marta S. Fernández, Sergio Santillana, Juan J. Moly, Marcelo Reguero. A new elasmosaurid from the upper Maastrichtian López de Bertodano Formation: new data on weddellonectian diversity (англ.) // Alcheringa: An Australasian Journal of Palaeontology. — 2018-10-02. — Vol. 42, iss. 4. — P. 575–586. — ISSN 1752-0754 0311-5518, 1752-0754. — doi:10.1080/03115518.2017.1339233. Архивировано 31 января 2023 года.
40. ↑  Sven Sachs, Johan Lindgren, Benjamin P. Kear. Reassessment of the Styxosaurus snowii (Williston, 1890) holotype specimen and its implications for elasmosaurid plesiosaurian interrelationships (англ.) // Alcheringa: An Australasian Journal of Palaeontology. — 2018-10-02. — Vol. 42, iss. 4. — P. 560–574. — ISSN 1752-0754 0311-5518, 1752-0754. — doi:10.1080/03115518.2018.1508613. Архивировано 31 января 2023 года.
41. ↑  Judyth Sassoon. Congenital and late onset vertebral fusions in long necked plesiosaurs: The first report of spondylosis deformans in Sauropterygians // Palaeontologia Electronica. — 2019. — doi:10.26879/913. Архивировано 31 января 2023 года.
42. ↑  Daniel Madzia, Sven Sachs, Johan Lindgren. Morphological and phylogenetic aspects of the dentition of Megacephalosaurus eulerti, a pliosaurid from the Turonian of Kansas, USA, with remarks on the cranial anatomy of the taxon (англ.) // Geological Magazine. — 2019-07. — Vol. 156, iss. 07. — P. 1201–1216. — ISSN 1469-5081 0016-7568, 1469-5081. — doi:10.1017/S0016756818000523.
43. ↑  Juan M. Quesada, Adán Pérez-García, José Miguel Gasulla, Francisco Ortega. Plesiosauria remains from the Barremian of Morella (Castellón, Spain) and first identification of Leptocleididae in the Iberian record (англ.) // Cretaceous Research. — 2019-02. — Vol. 94. — P. 8–24. — doi:10.1016/j.cretres.2018.10.010. Архивировано 22 января 2022 года.
44. ↑  Donald J. Morgan, F. Robin O'Keefe. The cranial osteology of two specimens of Dolichorhynchops bonneri (Plesiosauria, Polycotylidae) from the Campanian of South Dakota, and a cladistic analysis of the Polycotylidae (англ.) // Cretaceous Research. — 2019-04. — Vol. 96. — P. 149–171. — doi:10.1016/j.cretres.2018.11.027. Архивировано 15 сентября 2020 года.
45. ↑  F R O’Keefe, P M Sander, T Wintrich, S Werning. Ontogeny of Polycotylid Long Bone Microanatomy and Histology (англ.) // Integrative Organismal Biology. — 2019-01-01. — Vol. 1, iss. 1. — P. oby007. — ISSN 2517-4843. — doi:10.1093/iob/oby007. Архивировано 31 января 2023 года.
46. ↑  聡 宇都宮. 鹿児島県長島町獅子島の上部白亜系御所浦層群から産出した 東アジア最古のエラスモサウルス科（爬虫綱，長頚竜目） (яп.). — 大阪市立自然史博物館, 2019-03-31. — doi:10.20643/00001333..
47. ↑  Maria Eurídice Páramo-Fonseca, José Patricio O'Gorman, Zulma Gasparini, Santiago Padilla, Mary Luz Parra-Ruge. A new late Aptian elasmosaurid from the Paja Formation, Villa de Leiva, Colombia (англ.) // Cretaceous Research. — 2019-07. — Vol. 99. — P. 30–40. — doi:10.1016/j.cretres.2019.02.010. Архивировано 11 августа 2022 года.
48. ↑  Peggy Vincent, Glenn W. Storrs. Lindwurmia, a new genus of Plesiosauria (Reptilia: Sauropterygia) from the earliest Jurassic of Halberstadt, northwest Germany (англ.) // The Science of Nature. — 2019-02. — Vol. 106, iss. 1—2. — P. 5. — ISSN 1432-1904 0028-1042, 1432-1904. — doi:10.1007/s00114-018-1600-y.
49. ↑  Peggy Vincent, Robert Weis, Guy Kronz, Dominique Delsate. Microcleidus melusinae , a new plesiosaurian (Reptilia, Plesiosauria) from the Toarcian of Luxembourg (англ.) // Geological Magazine. — 2019-01. — Vol. 156, iss. 1. — P. 99–116. — ISSN 1469-5081 0016-7568, 1469-5081. — doi:10.1017/S0016756817000814.
50. ↑  Aubrey Jane Roberts, Patrick S. Druckenmiller, Benoit Cordonnier, Lene L. Delsett, Jørn H. Hurum. A new plesiosaurian from the Jurassic–Cretaceous transitional interval of the Slottsmøya Member (Volgian), with insights into the cranial anatomy of cryptoclidids using computed tomography (англ.) // PeerJ. — 2020-03-31. — Vol. 8. — P. e8652. — ISSN 2167-8359. — doi:10.7717/peerj.8652. Архивировано 12 октября 2022 года.
51. ↑  Sachs, S.; Madzia, D.; Thuy, B.; Kear, B.P. (2023-10-16). The rise of macropredatory pliosaurids near the Early-Middle Jurassic transition. Scientific Reports. 13 (17558): 17558. doi:10.1038/s41598-023-43015-y. PMC 10579310. PMID 37845269.
52. ↑  Clark, Robert O.; O’Keefe, F. Robin; Slack, Sara E. (24 декабря 2023). A new genus of small polycotylid plesiosaur from the Upper Cretaceous of the Western Interior Seaway and a clarification of the genus Dolichorhynchops. Cretaceous Research. 157: 105812. doi:10.1016/j.cretres.2023.105812. ISSN 0195-6671.
53. ↑  Sachs, Sven; Eggmaier, Stefan; Madzia, Daniel (16 февраля 2024). Exquisite skeletons of a new transitional plesiosaur fill gap in the evolutionary history of plesiosauroids. Frontiers in Earth Science (англ.). 12. doi:10.3389/feart.2024.1341470.